# Tatra 815
Tatra 815 je těžký nákladní automobil pro použití na silnici i do těžkého terénu, vyráběný českou automobilkou Tatra od roku 1983 do roku 2025. Vůz byl modernizovaný v první polovině 90. let pod názvem 815-2, v roce 1997 jako TERRN°1, v roce 2018 jako Terra. V roce 2023 začala postupná  náhrada Tatry 815 odvozenou řadou Tatra Force, která skončila v roce 2025 posledním vyrobeným vozem. Celkem bylo vyrobeno 158 065 vozů.
Automobil byl konstruován jako stavebnice, umožňující kombinovat podvozky vlastní konstrukce (se znaky náprav 4×4, 6×6, 8×8, 10×8, 10×10, 12×8 a 12×12) se vzduchem nebo kapalinou chlazenými motory různých výrobců (se znakem R6 až V12), mnoha druhy kabin vlastní konstrukce a účelovými nástavbami podle potřeb civilních odběratelů (např. sklápěče, autojeřáby, autobagry, cisterny), armády (např. ženijní, raketová, spojovací technika) a dalších (např. hasičů). Automobil se také úspěšně účastnil soutěžních a závodních klání, z nichž mezi nejvýznamnější patří šestinásobné vítězství v Rallye Dakar, kterého dosáhl český závodník Karel Loprais.

## Vývoj
Na trh byla uvedena po absolvování jízdních zkoušek na zkušebním polygonu závodu Tatra a na ruské Sibiři v těžkých terénních i klimatických podmínkách v roce 1983. Model T815 koncepčně navazuje na předchozí modely T148 (v základu civilní vůz měla nahradit řada T157) a T813 (v základu vojenské vozidlo), kvůli unifikaci dílů nakonec vznikla jediná řada T815, která umožnila z nižšího počtu komponent poskládat více aplikací nahrazující obě sjednocenou řadou T815. Výroba modelu začala po realizaci tzv. rozvojového záměru, předpokládajícím specializaci firmy na výrobu těžkých nákladních vozů pro země RVHP, k jehož provedení firma dostala půjčku mezinárodní banky RVHP. Po realizaci roční produkce dosahovala před rokem 1989 až 15 000 ks vozů.

## Podvozek
Páteřový rám neboli Tatra-concept je konstrukce návrhářů pod vedením hlavního inženýra Tatry Hanse Ledwinky, jež je autorem myšlenky páteřového rámu. Jde o spojení několika dříve známých řešení v nové kombinaci. Byl poprvé použit již v roce 1923 u osobního vozu Tatra 11 a od té doby je stále zdokonalován. Tento rám je tvořen modulovou konstrukcí z jednotlivých modulů:
- řiditelná náprava
- neřiditelná náprava
- trubkové propojovací nosníky

Jednotlivé moduly jsou navrženy tak, aby se z nich dal složit teoreticky jakýkoliv typ podvozku s několika řiditelnými nápravami. Právě díky této možnosti se podstatně zvýšila spolehlivost a zaměnitelnost dílů a zjednodušila údržba a montáž. Tatra ve svém programu nabízí podvozky typu 4×4, 6×6, 8×8, 10×10 a 12×12 (dále jsou možné i 10×8, 12×8). Nápravy jsou tvořeny většinou rozvodovou skříní s uzamykatelným diferenciálem a nezávisle odpruženými poloosami. Dále podvozek doplňují čelní mezinápravové diferenciály. Pro páteřový rám se díky jeho jedinečnosti vžilo označení „Tatrovácká koncepce“.

## Motor

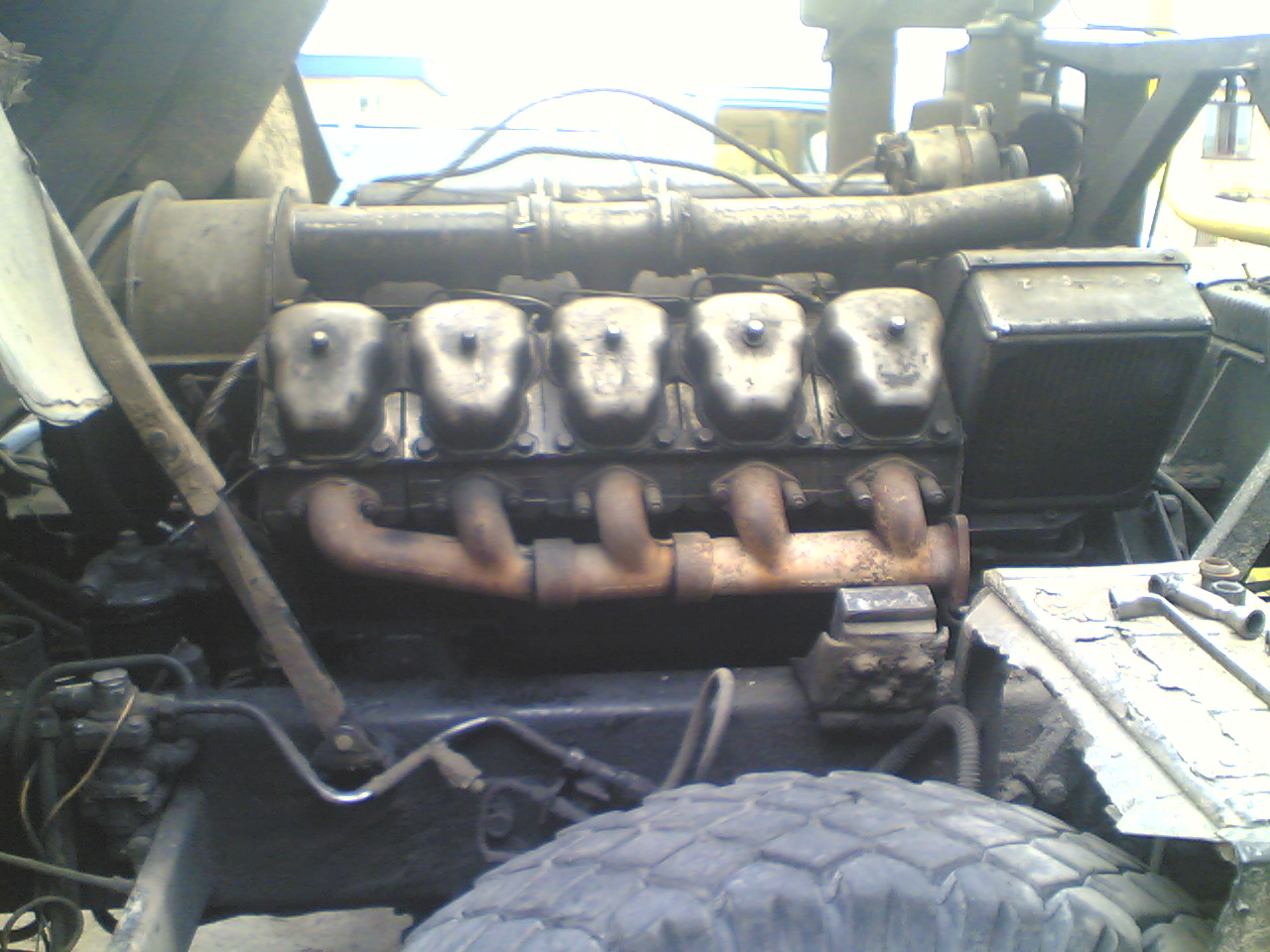
Motor T3-929 v podvozku Tatra

Pohon zajišťují motory řady T3-920 vrtání 120 mm x zdvih 140 mm – aktuálně motor T3D-928 splňující ve spojení se systémem SCR emisní limity Euro IV a V. Dříve motory T3, T3A (Euro 0, I), T3B (Euro II), T3C (Euro III). První vozy řady 815 byly poháněny atmosféricky plněnými 10 válci T3-929 s řadovým vstřikovacím čerpadlem Motorpal s mechanickou regulací nastavené na výkon 208 kW, později do nabídky stavebnicové řady přibyly 8válce T3-928 s výkonem 170 kW a 12válce T3-930 s výkonem 235 kW bez nebo s nízkotlakým přeplňováním turbodmychadly ČZ K36 a výkonem nastaveným na 265 kW. Motor T3D je evolucí výše zmíněných předchůdců (od úrovně emisí Euro I již výhradně přeplňovaný V8 s mezichladičem a vstřikovacím čerpadlem Bosch, od Euro III s regulovaným turbem Holset) vidlicový přeplňovaný vzduchem přímo chlazený osmiválec s mezichladičem plnicího vzduchu s přímým vstřikem paliva centrálně kolmo umístěným vstřikovačem v jednotlivých hliníkových hlavách válců a litinovými válci uloženými do V 90° v tunelovém litinovém bloku. Pohon jednoho sacího a jednoho výfukového ventilu na válec zajišťuje kluzně uložená vačková hřídel rozvodem OHV. Zdvihový objem motoru je 12 667 cm³, poskytuje výkon podle provedení 250, 280 nebo 325 kW, točivý moment až 2100 Nm. Ze segmentů skládaný sešroubovaný klikový hřídel s u setrvačníku umístěným kluzným axiálním uložením je uložen valivě ve válečkových ložiscích. Tlakové oběžné mazání se "suchou" skříní, mazacím a odsávacím čerpadlem, s termostatem řízeným průtokem chladičem, postřikem klenby hliníkových pístů s chladicí dutinou, plnoprůtokovým filtrem s výměnnou vložkou a obtokovým odstředivým filtrem oleje.
Vzduchové chlazení je pro motory Tatra stejně charakteristické jako koncepce páteřového rámu vozu značky. To má výhodu v jednodušší konstrukci motoru a nižší hmotnosti kompletu motor + chlazení, což částečně kompenzuje složitost a hmotnost podvozku Tatra. Odpadá rozvod chladicí vody, vodní čerpadlo, chladič, kapalina a tím i problémy s případnou netěsností či přehříváním systému a zjednodušuje se údržba a opravy. Motor je rovněž schopen poradit si lépe s extrémními teplotami okolí. Nevýhodou je vyšší hlučnost a složitější ohřev motoru pro starty za nízkých teplot. Velikost motoru a příkon potřebný pro pohon ventilátoru je rovnocenný motoru kapalinou chlazenému a příkonu ventilátoru jeho chladiče. Potřebné množství chladicího vzduchu je díky práci s vyšším teplotním spádem nižší než u motoru kapalinou chlazeného srovnatelného výkonu, výstupní teplota chladicího vzduchu je proto naopak vyšší. Tlačný ventilátor s rozváděcím statorovým lopatkovým kolem je poháněn od ozubených kol v zadní části umístěného rozvodu motoru přes kapalinovou spojku, jejíž účinnost je dle potřeby řízena systémem ERCH (Elektronická Regulace Chlazení) v závislosti na teplotě hlav a motorového oleje. Řídicí jednotka systému je využita i pro sledování či uchování servisních dat a ovládání klapky motorové brzdy.
Do nákladních vozů Tatra 815 a odvozených řad (816) 815-6 a (817) 815-7 jsou však na přání zákazníků montovány i kapalinou chlazené motory v širokém spektru: R6 Caterpillar C13, Cummins ISL (montovaný dodnes, z objemu 8,9 L nabízí 298 kW), ISM, ISX, V8 Deutz řad 513 (vzduchem chlazený montovaný na přání do verzí Euro 1) a vzduchem chlazené V6 či V8 řady 1015; nejvýkonnější motor MTU 12V 183 v prototypu tankového tahače dosáhl výkonu 610 kW (zdvihový objem 21 930 cm³).

## Převodovka
Hnací točivý moment motoru je od jednokotoučové spojky ZF Sachs 1x430 mm (původně licenční 1x420 mm) s talířovou pružinou, hydraulickým ovládáním se vzduchovým posilovačem, umístěné ve skříni na motoru přenášen spojovacím hřídelem na vstup převodovky, umožňující měnit rychlost jízdy. Hlavní převodovka (typ Tatra 14TS210L) má sedm rychlostních stupňů pro jízdu vpřed a jeden pro jízdu vzad (dříve 5+1 typ 10TS180) a je montována letmo na přírubě přídavné (redukční) sestupné převodovky Tatra, která má dva rychlostní stupně a je svou spodní částí montovaná mezi segmenty nosné roury. Celá soustava tak umožňuje zařadit 14 (resp. 10) stupňů vpřed a 2 vzad. Sestupné převodovky jsou dle provedení řazeny za klidu (TRK) nebo za jízdy (TRS). Toto uspořádání spojky a převodů umožňuje snadný přístup pro servis spojky a minimalizuje zásah převodového agregátu do prostoru nástavby. Spojovací hřídel v prostoru nad nosnou rourou je jediným hřídelem nechráněným zástavbou uvnitř roury či polonápravy podvozku Tatra. Pro pohon nástavby jsou nabízeny možnosti (PTO) ze spojky, převodovky nebo sestupné převodovky, popřípadě z předního konce motoru.
Převodovka může být vybavena poloautomatickým ovládáním Tatra – Norgren.
Je možné montovat také plně automatické převodovky Twin Disc a Allison.

## Druhy provedení
Asi nejčastějšími nástavbami jsou jednostranné nebo třístranné sklápěče označované jako S1 a S3. Dalším provedením je valníková plošina, tahač návěsů, těžkých přívěsů a rámový podvozek, specialitou Tatry je bezrámový podvozek umožňující montáž některých nástaveb přímo na příčníky nosné roury a tedy výrazně níž než u konkurenčních vozů se žebřinovým rámem, s následnou výhodou nízkého těžiště. Speciální nástavby – cisterna, autojeřáb, rýpadlo, domíchávač betonu, pumpa na beton, soupravy pro svoz dřeva a mnoho dalších včetně verzí pro vojenské účely si zákazník může nechat namontovat u zvolené specializované firmy (včetně sklápěče, pokud mu nevyhovuje korba Tatra).
Do roku 1991 bylo vyrobeno téměř 100 000 vozů typu T815.

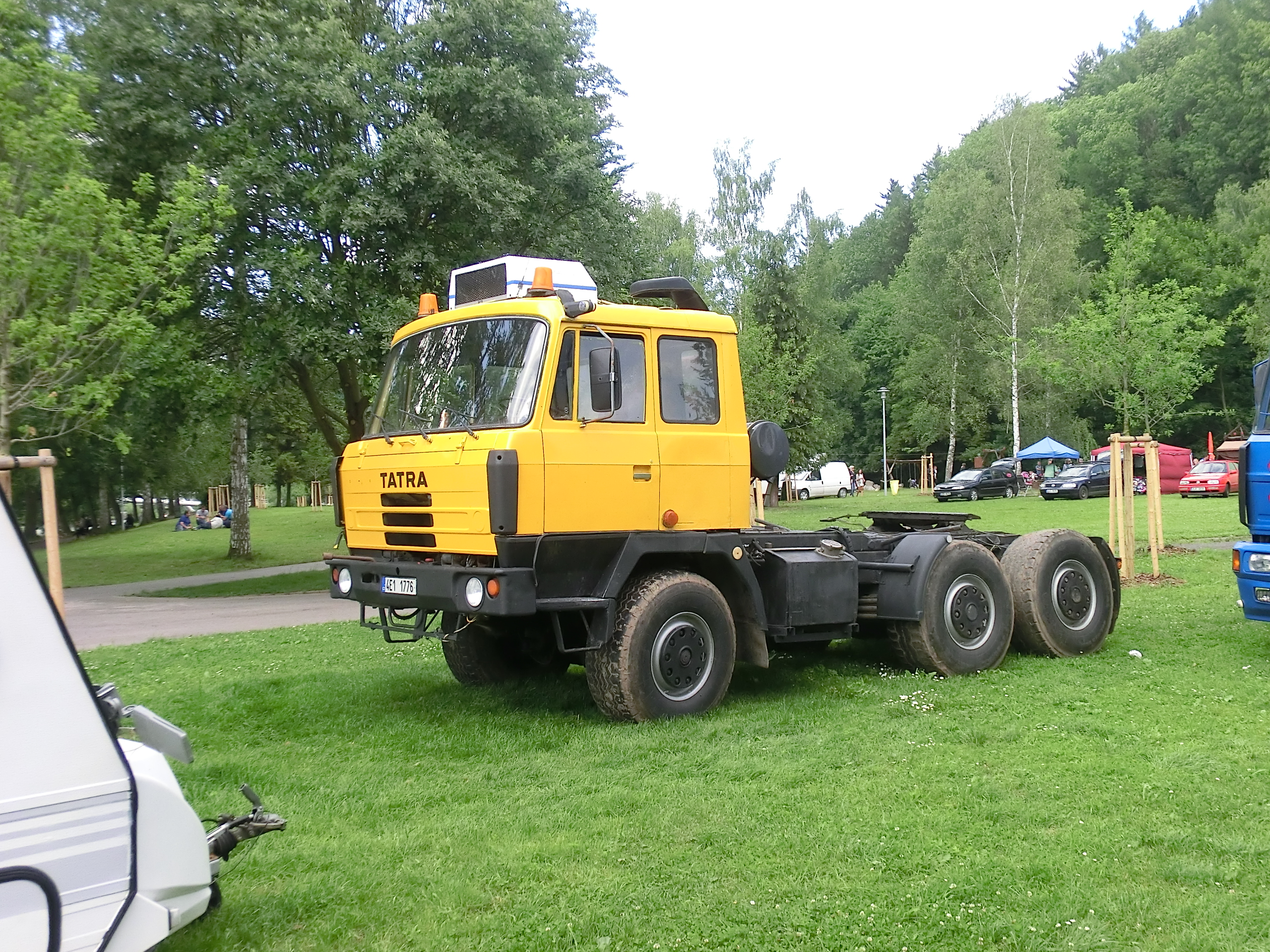
Tatra 815 NTH – třínápravový sedlový tahač
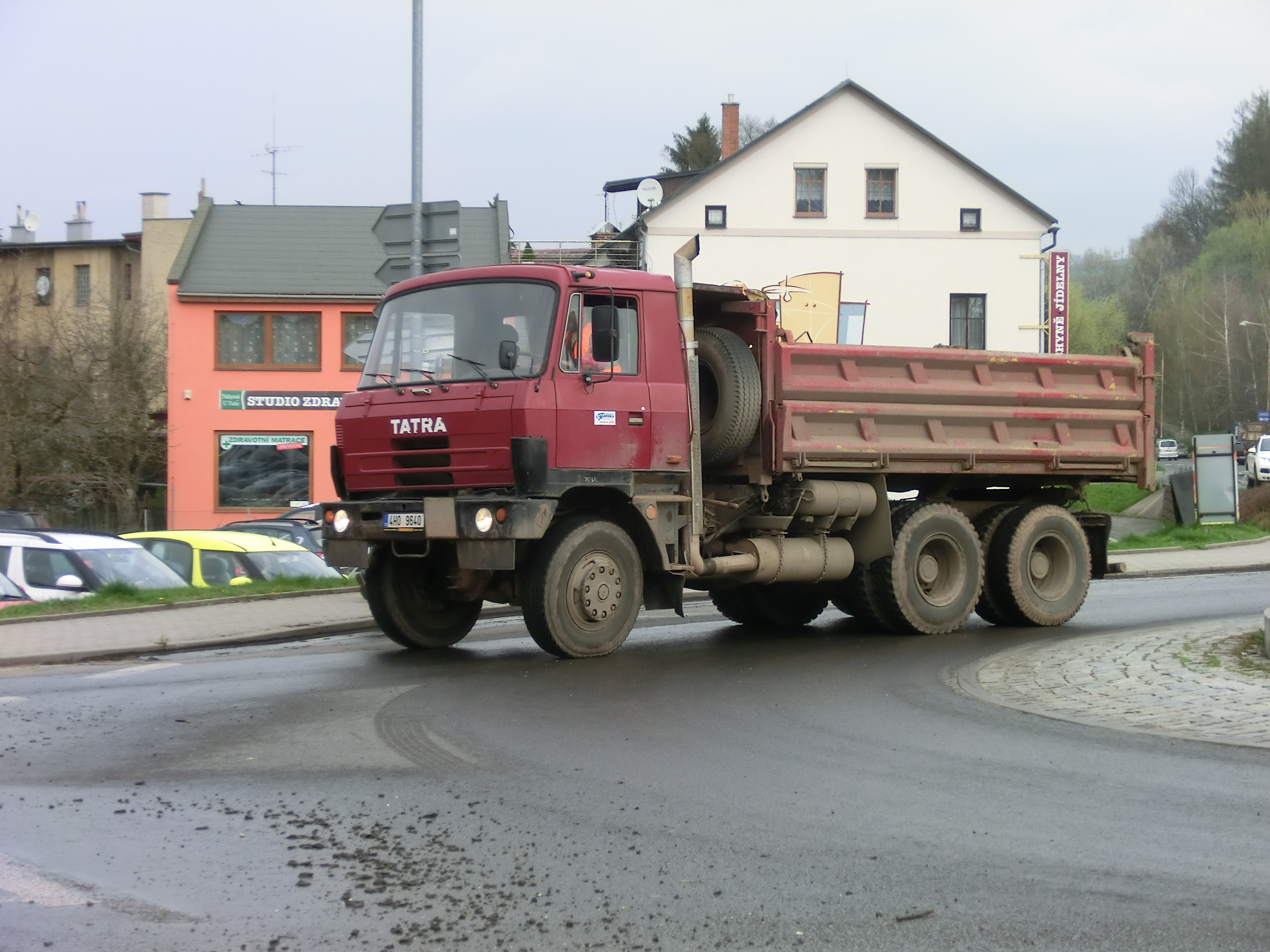
Tatra 815 S3 – třístranný sklápěč
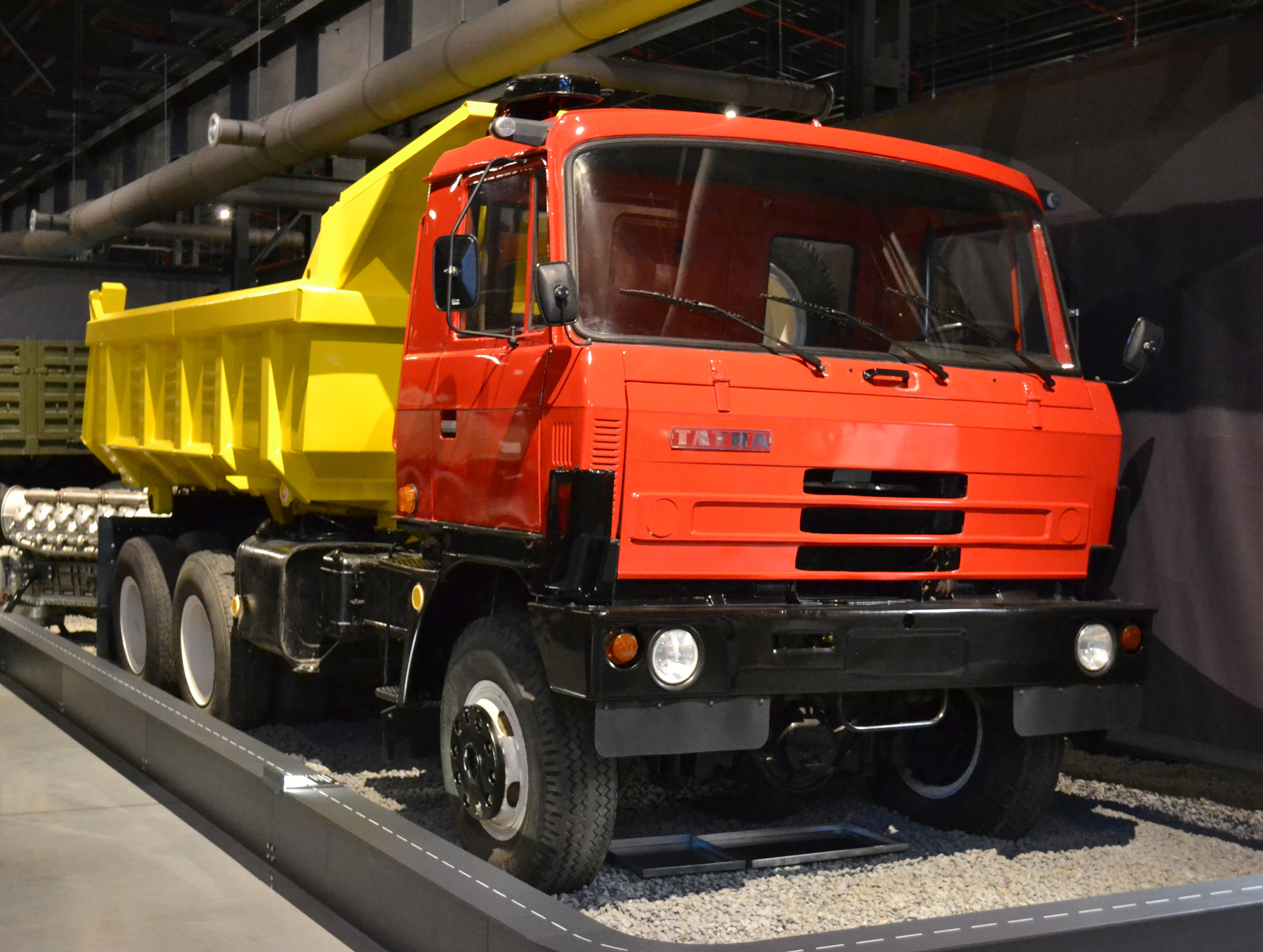
Tatra 815 S1 – jednostranný sklápěč
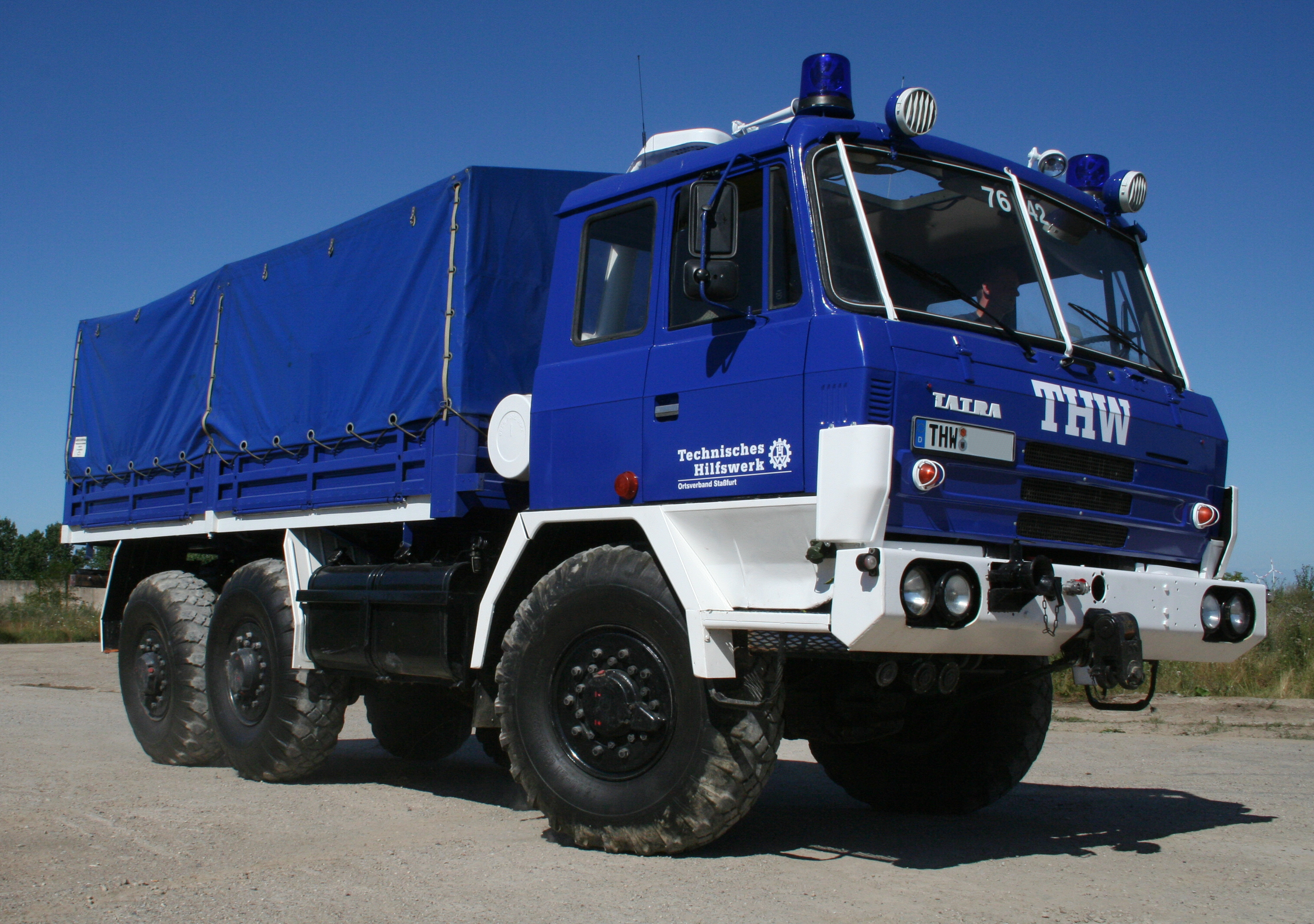
Tatra 815 jako valník s plachtou
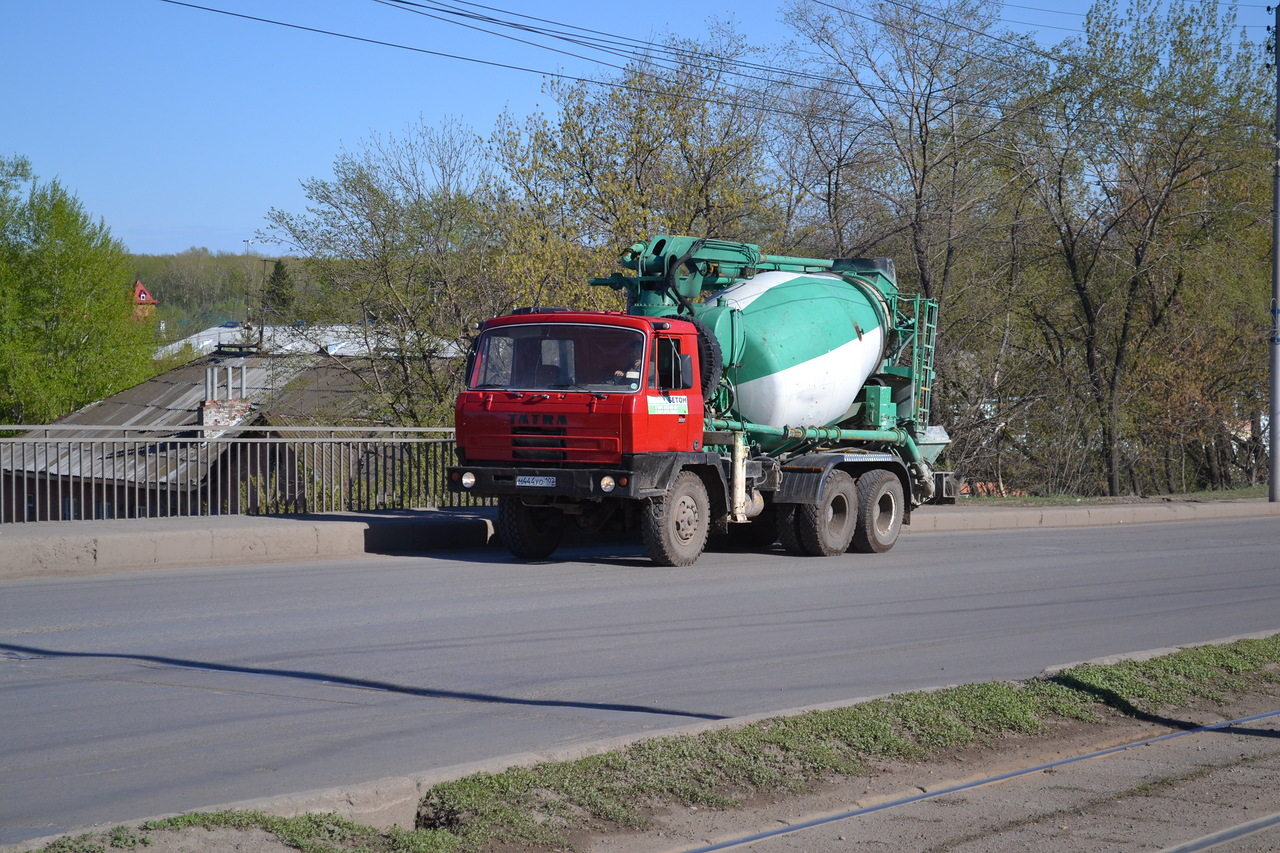
Tatra 815 jako domíchávač
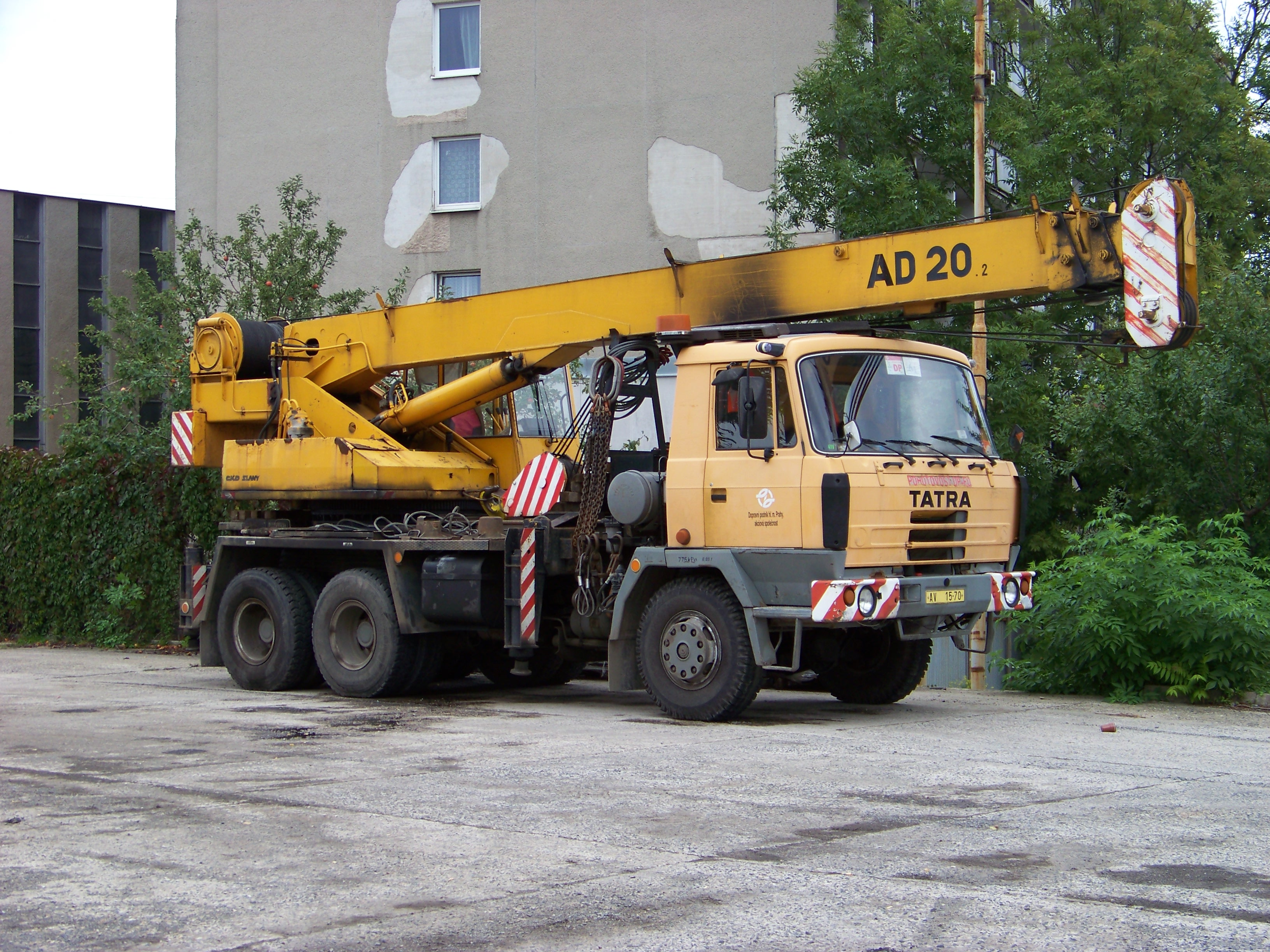
Tatra 815 jako autojeřáb
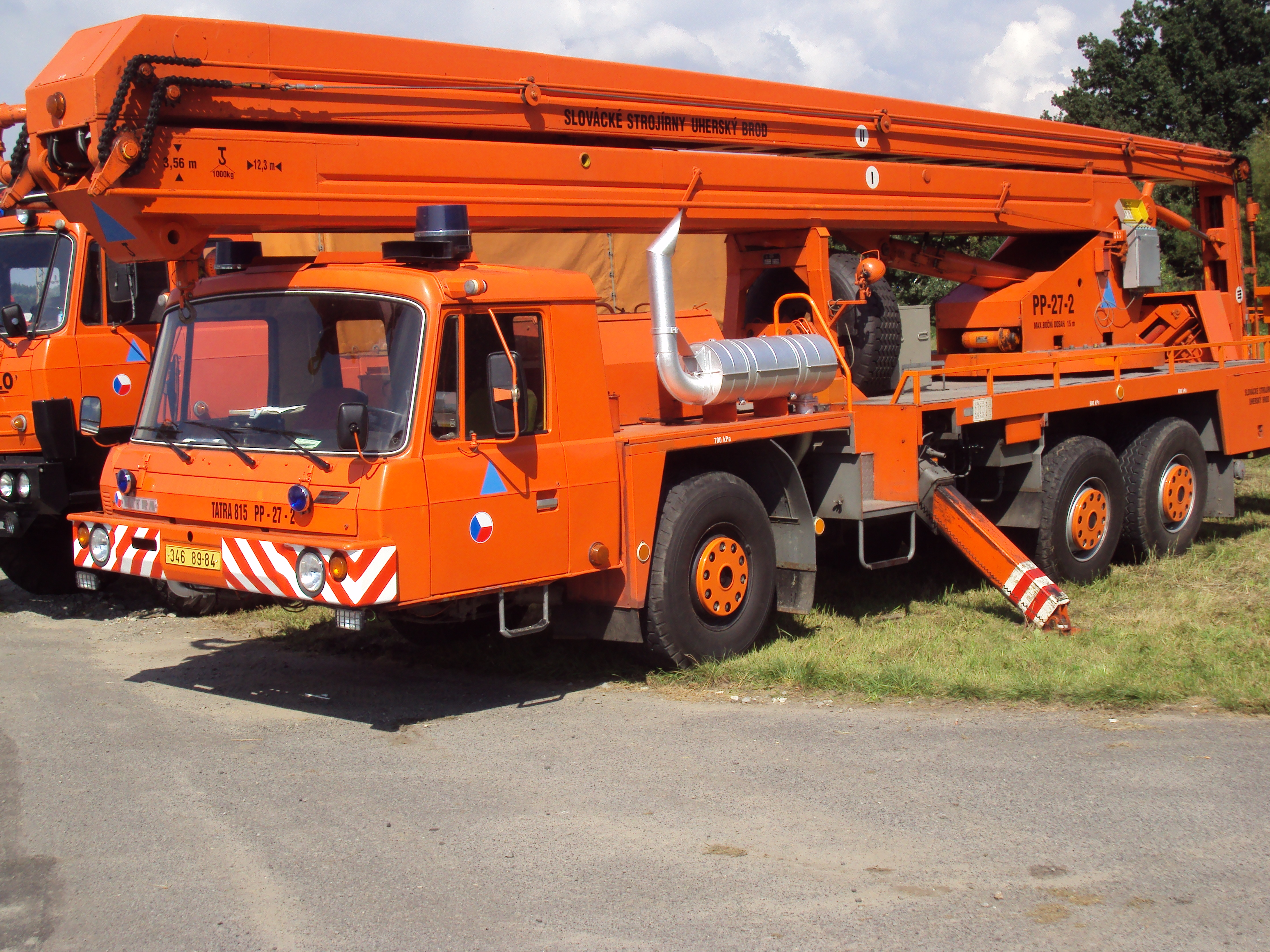
Tatra 815 jako automobilová plošina se sníženým těžištěm
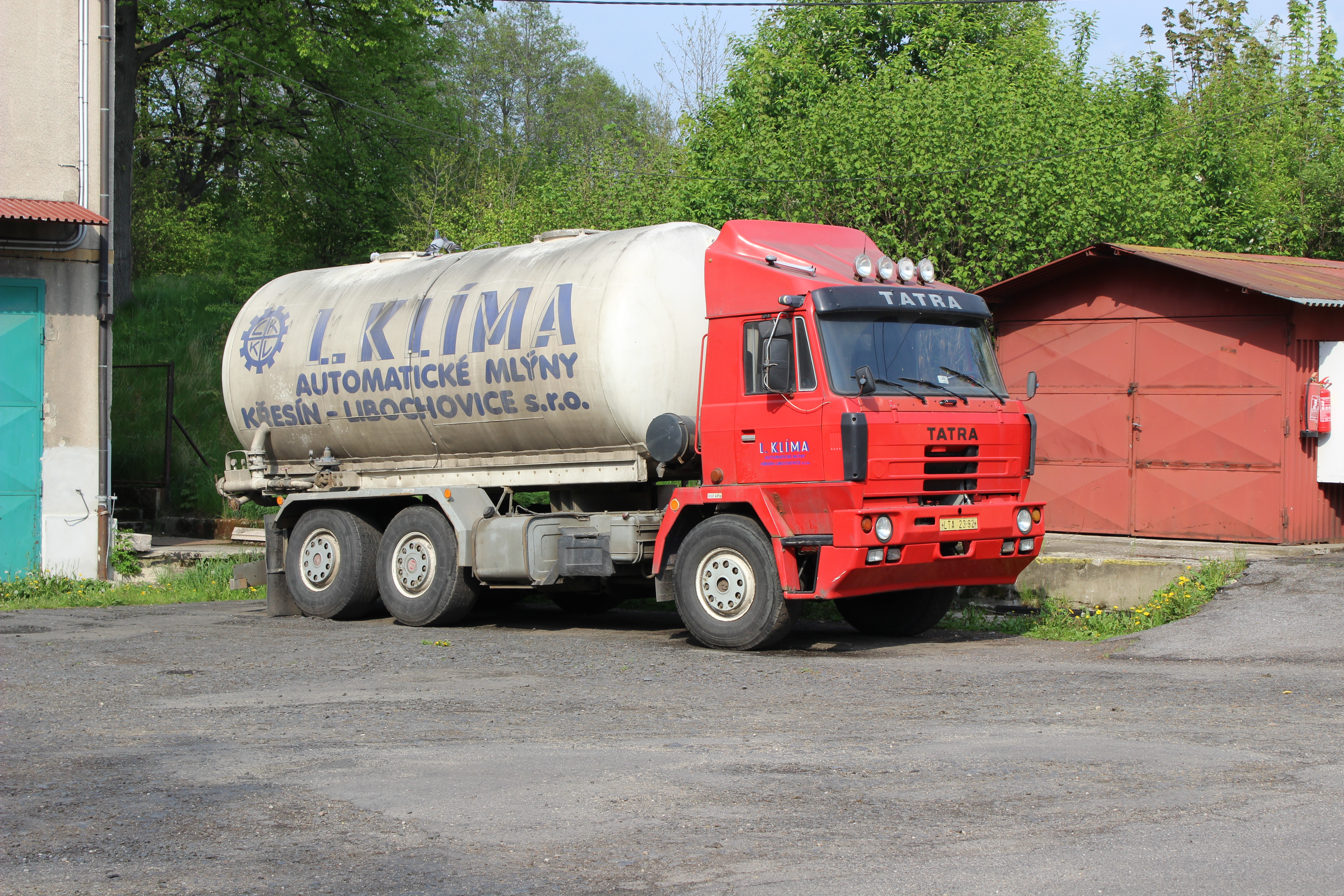
Tatra 815 jako přepravník kapalin
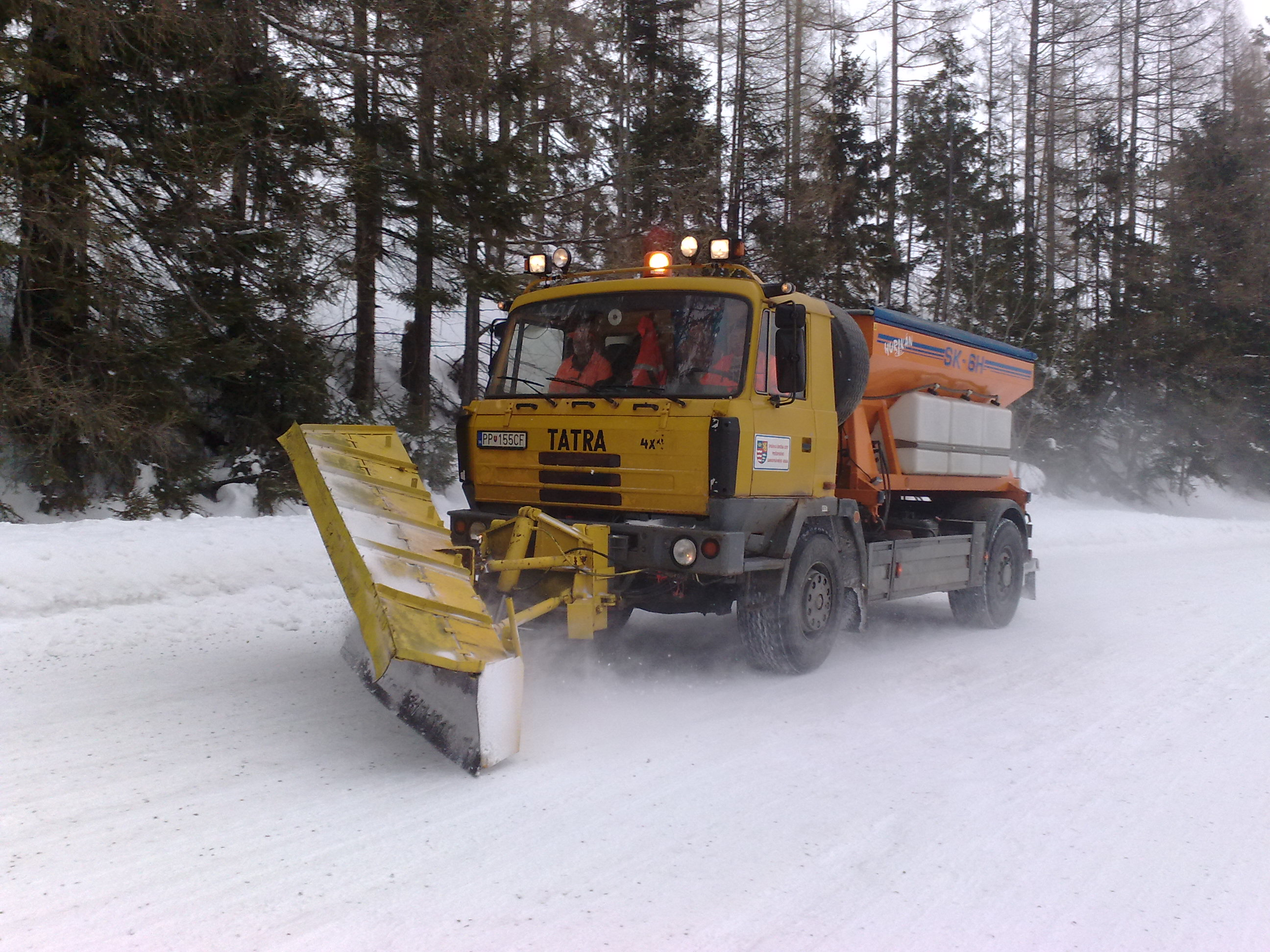
Tatra 815 jako podvozek pro silničářskou techniku
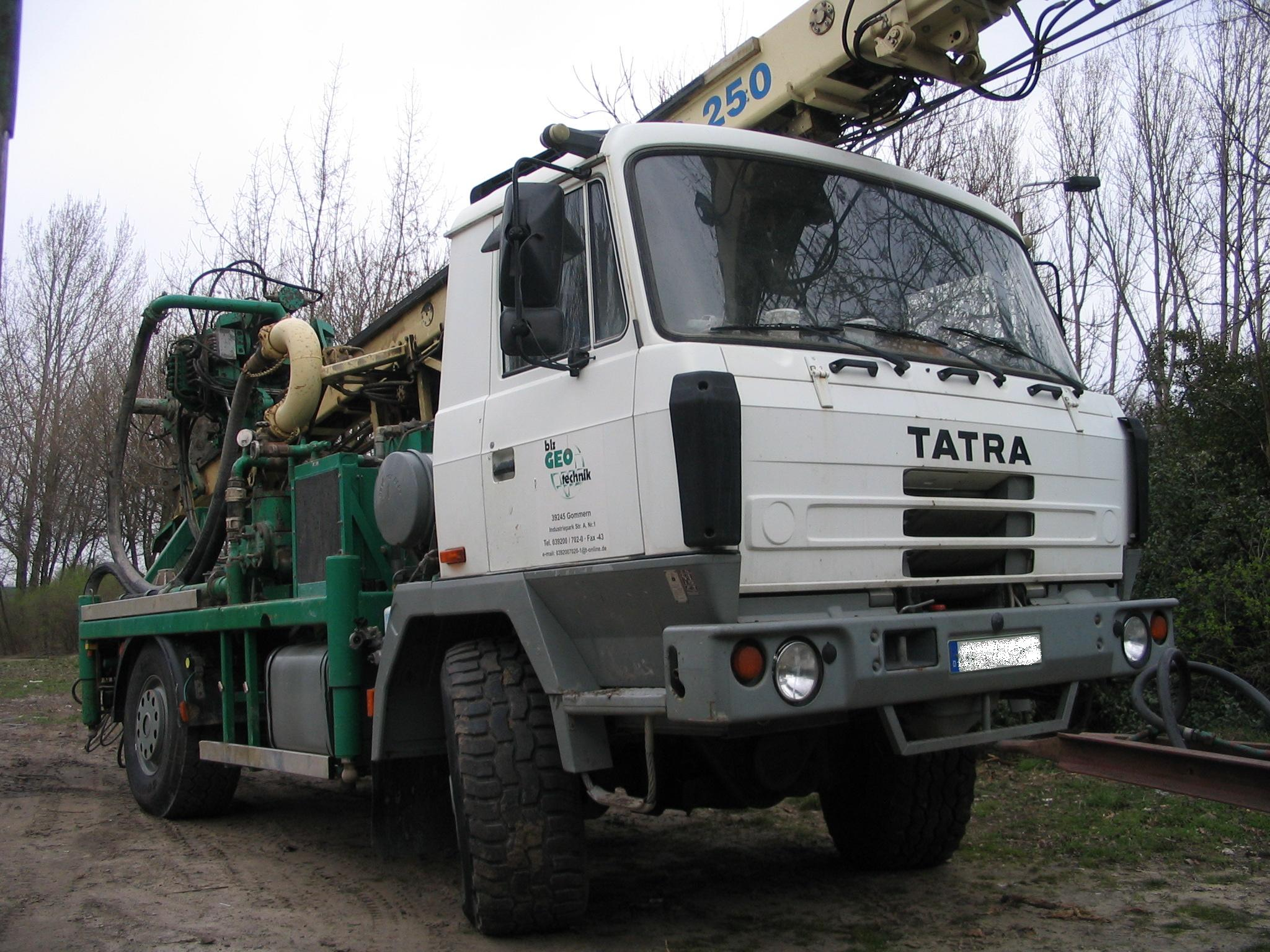
Tatra 815 jako podvozek pro speciální nástavby
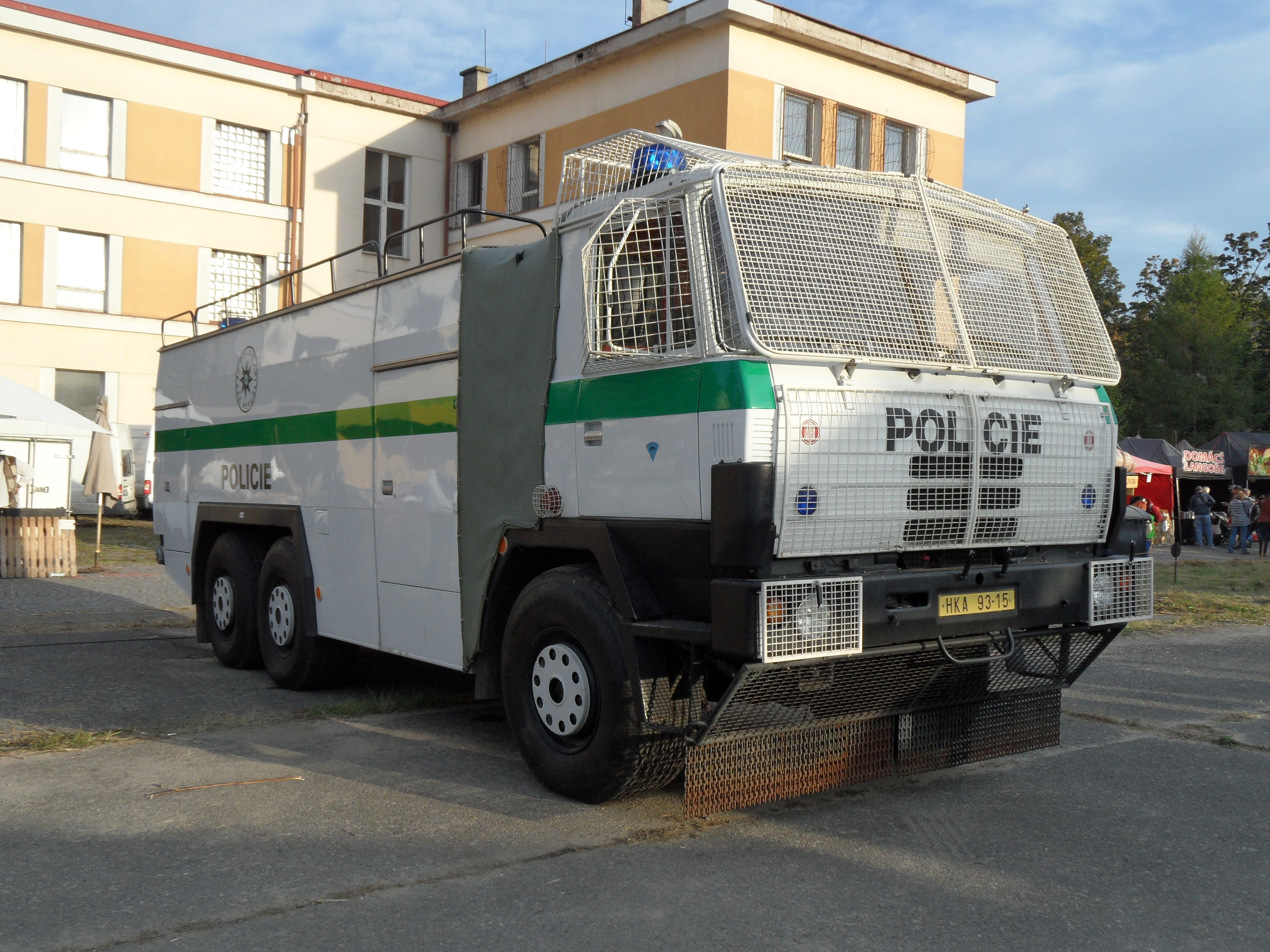
Tatra 815 jako policejní zásahové vozidlo
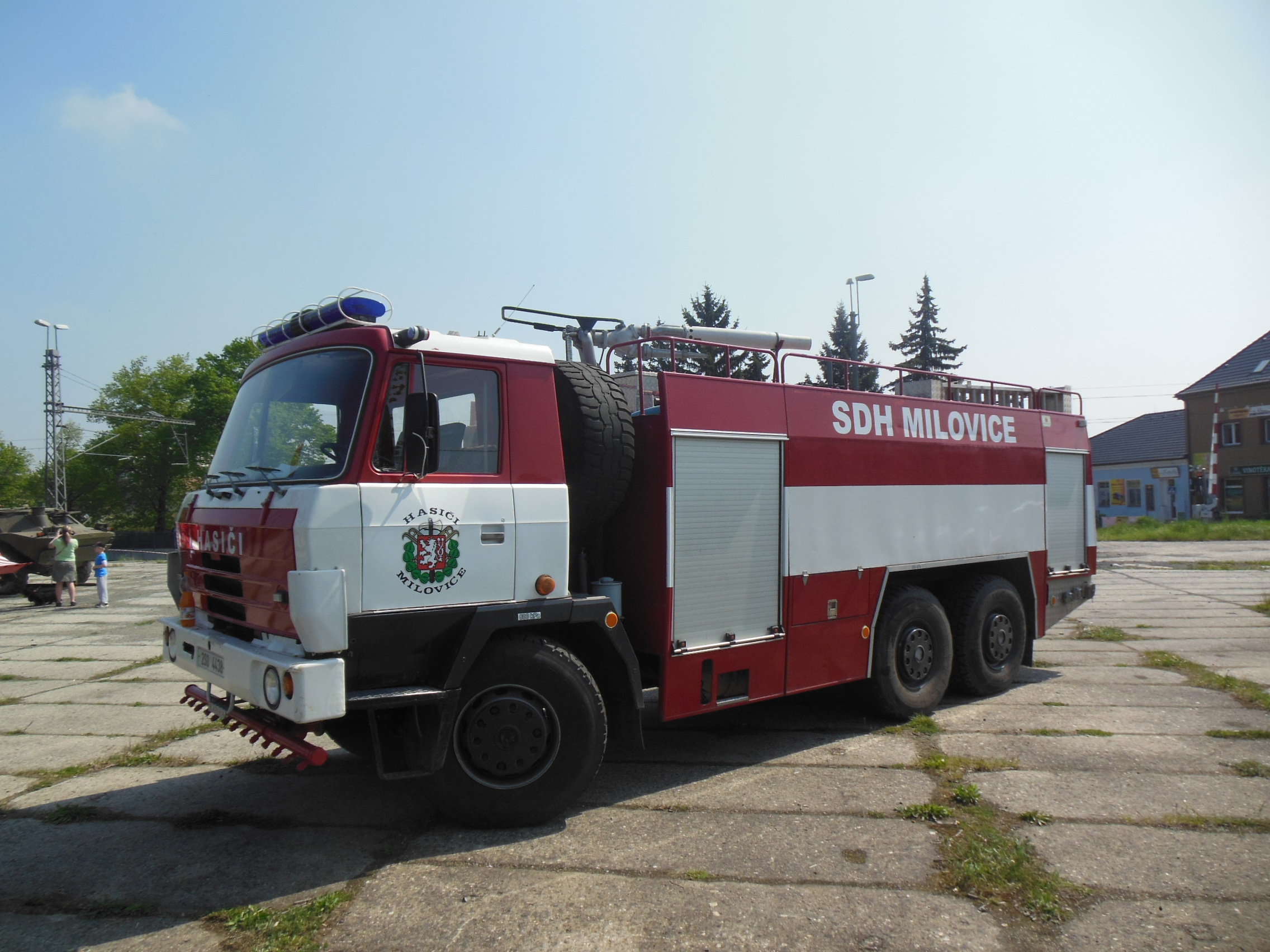
Tatra 815 CAS – hasičská cisterna se stříkačkou
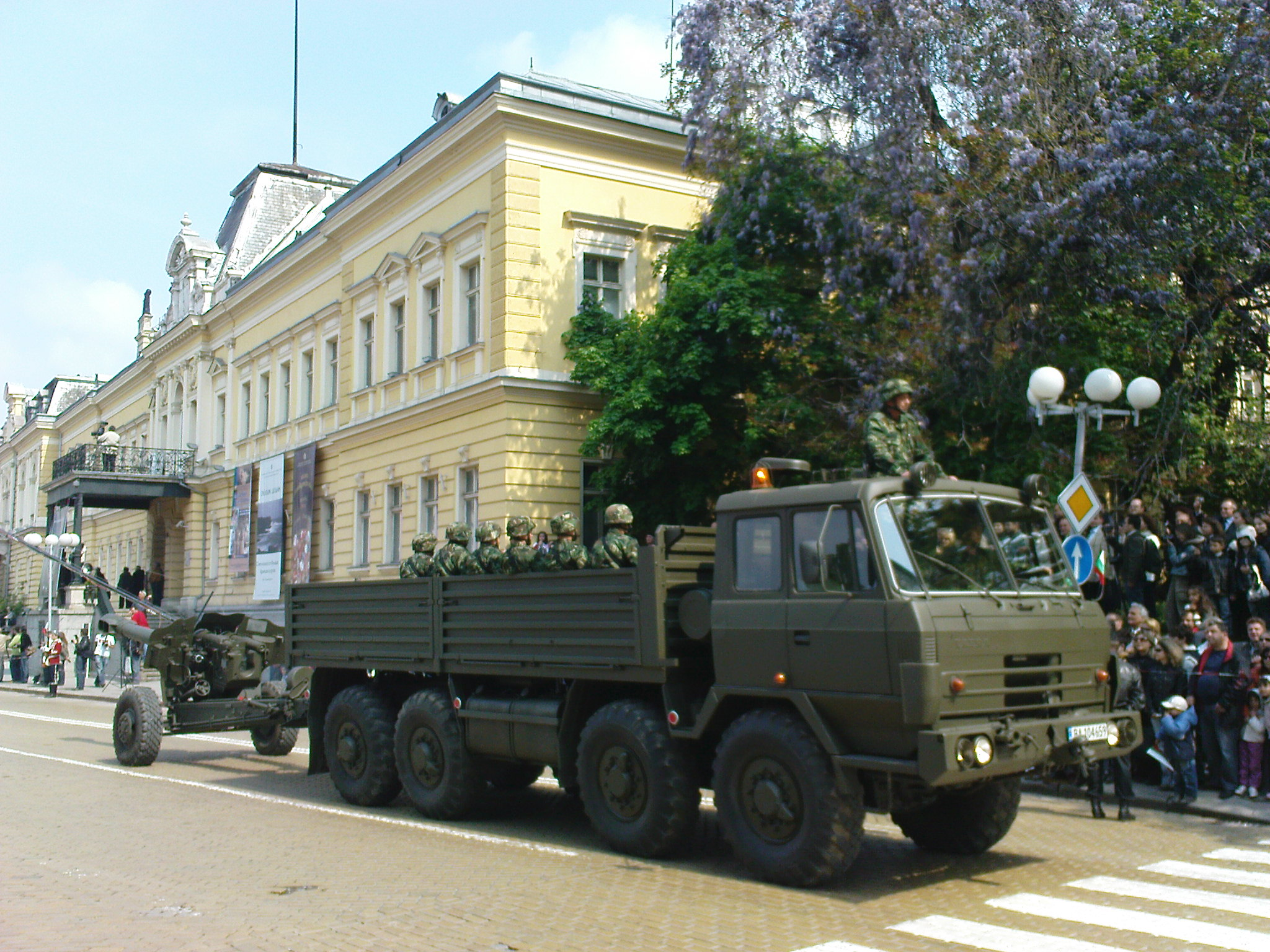
Tatra 815 jako armádní vozidlo

## Kabiny řidiče
Od počátku byla řada 815 koncipována pro 4 polohy kabiny vůči přední nápravě: kabinu nad nápravou s nástupem za kolem (první sklápěče s velkým nájezdovým úhlem, dodnes je toto provedení ve výrobě), kabinu s nástupem před přední nápravou (většina dnes vyráběných vozů), kabinu před nápravou – vojenské provedení (s bateriemi před koly většího průměru) a poslední provedení – předsunutá nízko položená kabina jeřábových podvozků a letištního tahače. Letištní tahač Tatra 815 TPL byl speciál vyrobený v pěti kusech, z východního bloku to byl jediný stroj, který dokázal manipulovat s letadlem o hmotnosti 405 tun a byl jen 1 950 mm vysoký, takže se jeho kabina nesrazila s trupy nižších letadel. Pro jeho testování se využil Antonov An-124 Ruslan, tehdy nejtěžší letadlo světa, který byl navíc plně naložený šesti Tatrami.
Samotná kabina byla vyráběna ve verzi krátká, střední, čtyřdveřová a krátká s nízkým tunelem pro jeřábový podvozek (některé pozdější verze jeřábových podvozků však měly upravenou trambusovou kabinu včetně nepotřebného motorového tunelu). Po roce 1990 přibyla možnost kabiny se zvýšenou střechou (např. pro dálkové tahače) a ještě později variace přidáním zadního dílu krátké kabiny ke kabině střední a čtyřdveřové, pozměněné v té době i jinou konfigurací zadních dveří pro vyhovění speciálních požadavků hasičských předpisů – kryje se s náběhem tzv. modernizované kabiny umožňující zástavbu chladiče "vodních" motorů pro náběh řady T 815-6. Ze skeletu krátké modernizované kabiny vychází i pozdější verze pro kapotovou T163 (Jamal).
Kabina pro T815-7 vznikla zcela nově ve verzi krátká a střední.

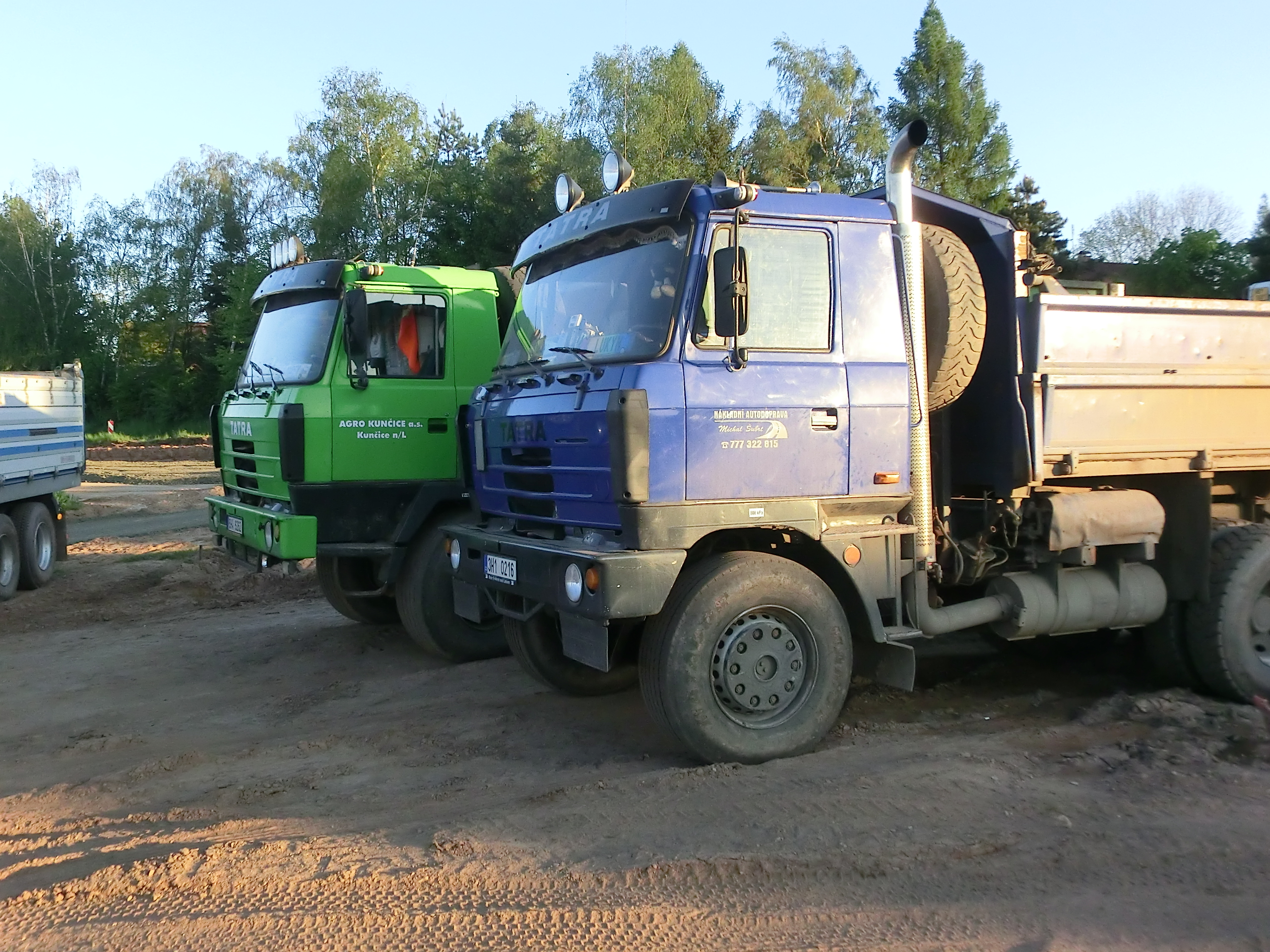
Porovnání kabin před / nad nápravou
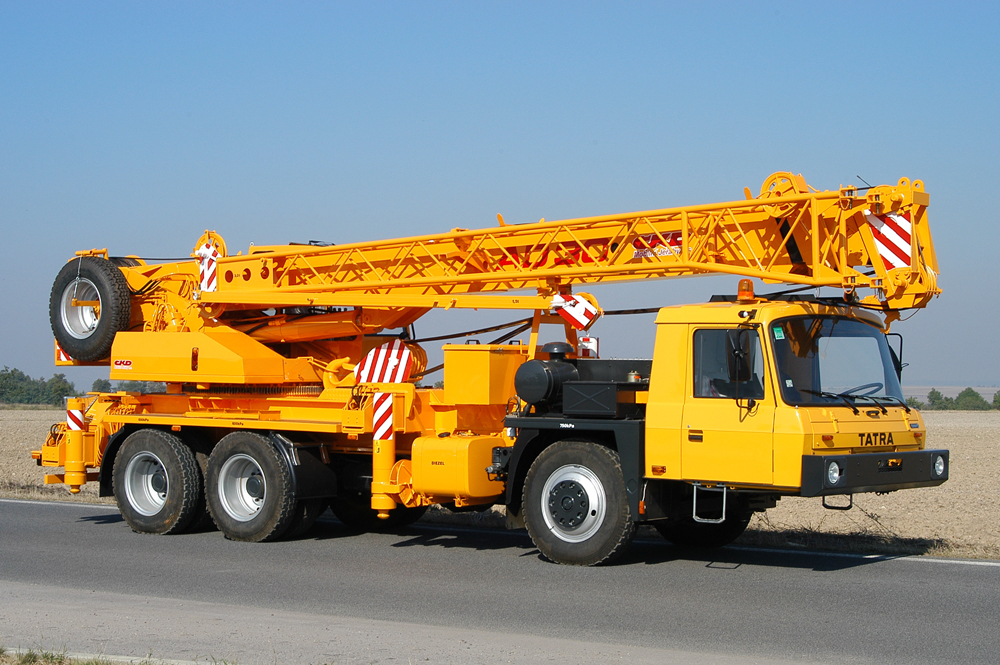
Předsunutá snížená kabina pro tahače a jeřáby
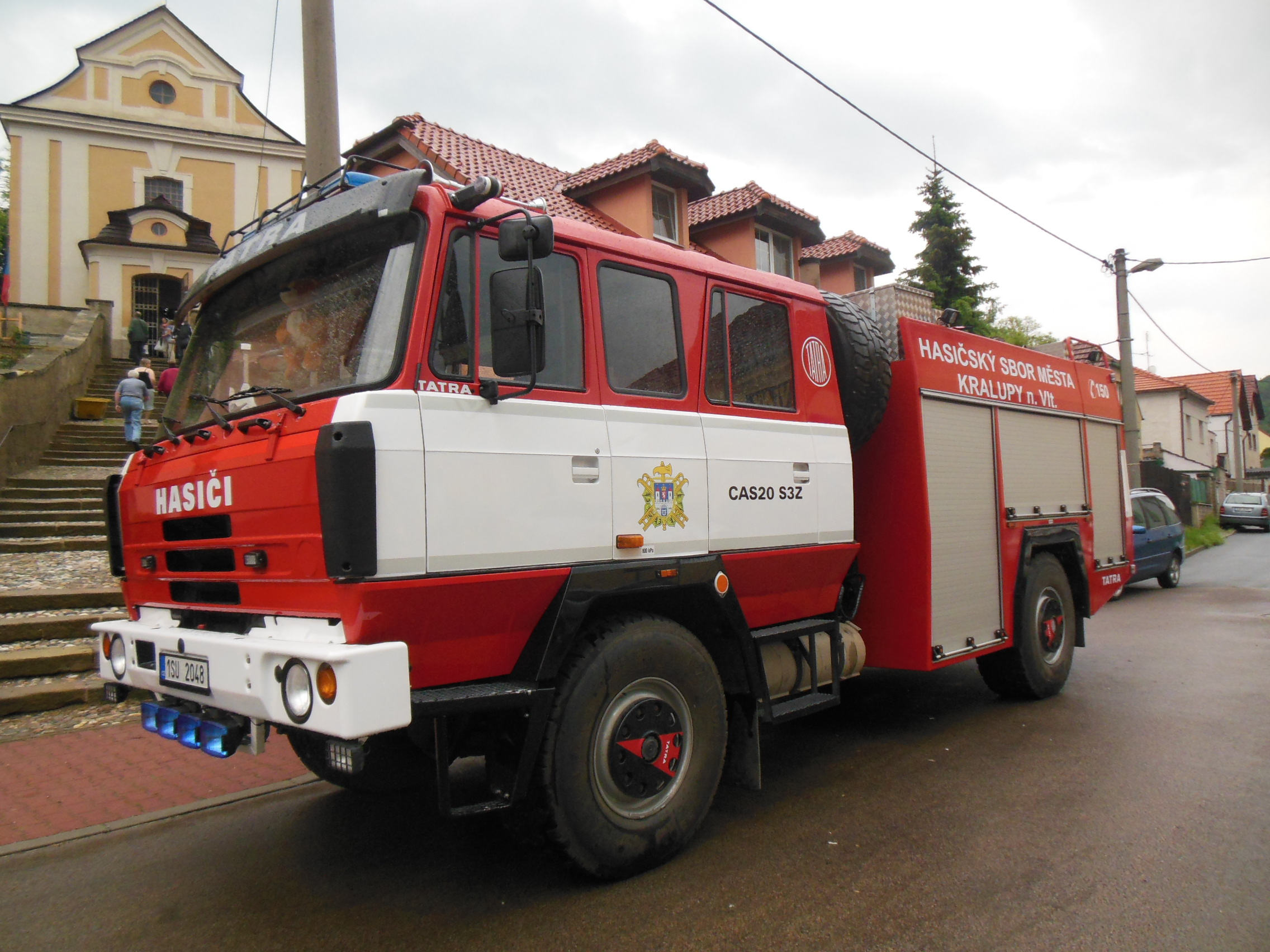
Prodloužená speciální kabina pro hasičská vozidla
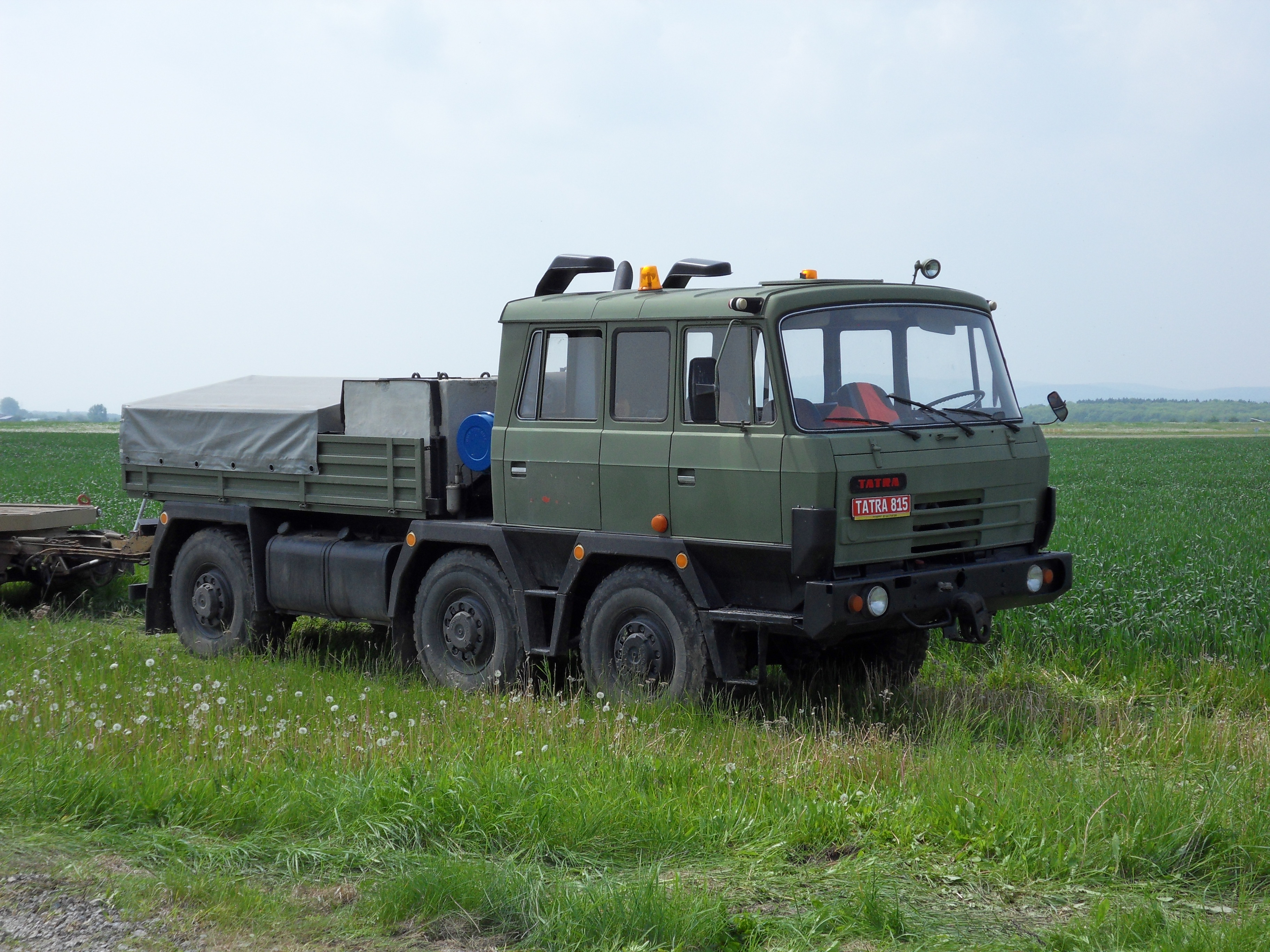
Prodloužená speciální kabina pro armádu
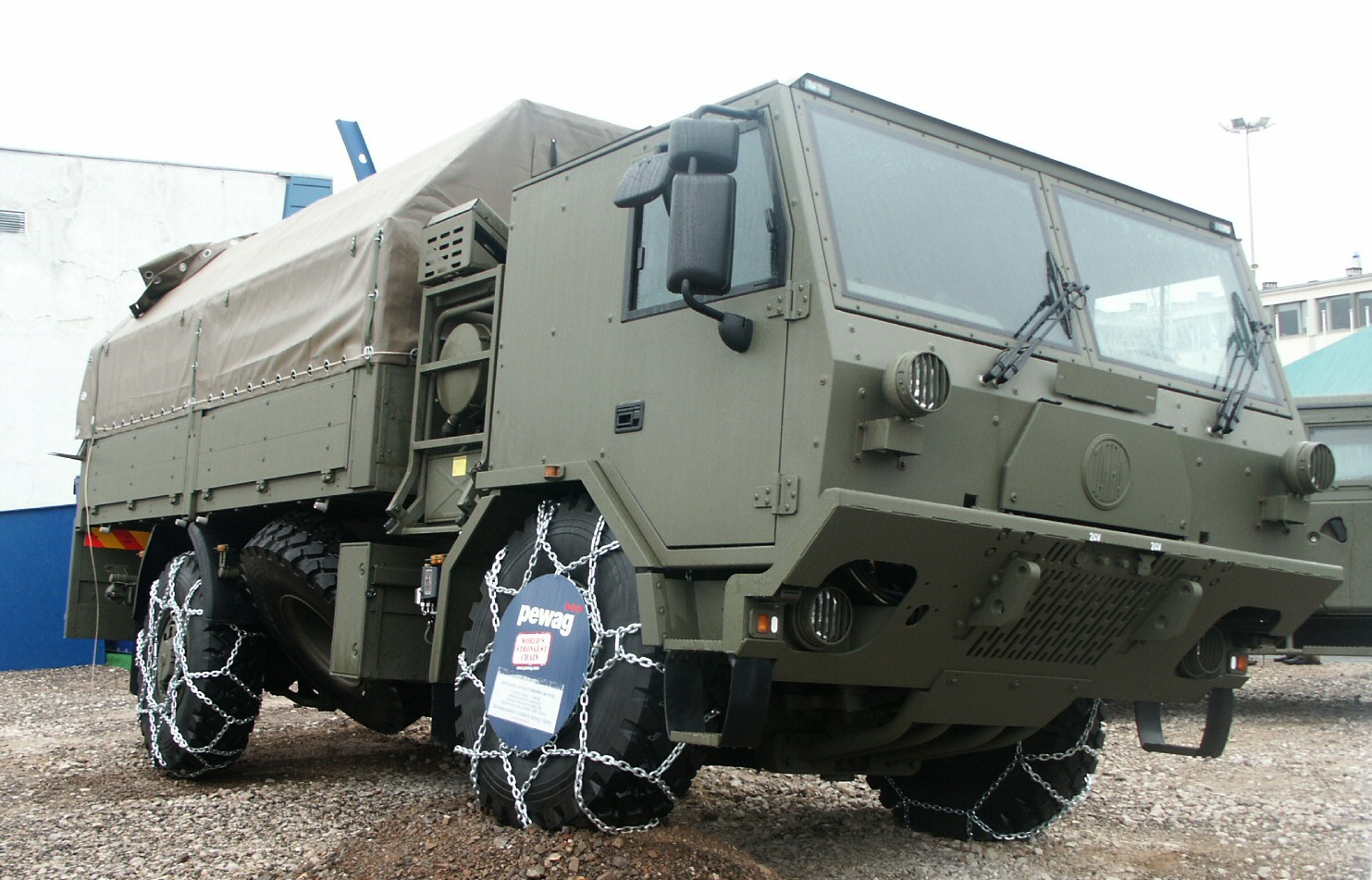
Pancéřovatelná kabina pro T815-7 podle standardů NATO

## Vedení a zakázky
Po změně režimu v roce 1989 se situace Tatry zkomplikovala. Dosavadní největší odběratelé především z řad východních zemí snížili poptávku, dalšími faktory bylo zdlouhavé hledání strategického partnera a fatální zakázka Diamoil pod křídly ministerstva průmyslu. Také převzetí prodeje do vlastních rukou firmy namísto dosavadních zavedených kontaktů prostřednictvím PZO Motokov se na poklesu odbytu projevilo. Nakonec zvolená privatizace společnosti kuponovou metodou, se neukázala šťastnou. Následovalo rozdělení Československa, při kterém továrna přišla o pobočné závody, kam dříve převedla stroje a technologie - kromě náhrady výrobních kapacit bylo třeba vyřešit i vlastnictví dokumentace a značky. Naštěstí přišla zakázka na 1100 vozů 8x8 Liwa pro armádu SAE – šlo o první sériovou instalaci americké automatické převodovky Twin Disc, po funkčním vzorku s motorem Tatra V12 testovaném v tendru byl ale pro sériovou výrobu zvolen motor KHD Deutz BF8M 1015C – později byl tento vůz přeřazen do řady (T 816) T 815-6 a vozy této řady, opět pro vojenské účely, pomohly bilanci firmy i později tentokrát šlo o cca 300 ks verze ATC MTT 6x6 s motorem Cummins ISM a převodem Twin Disc pro izraelskou armádu.

## Vývoj řady 815

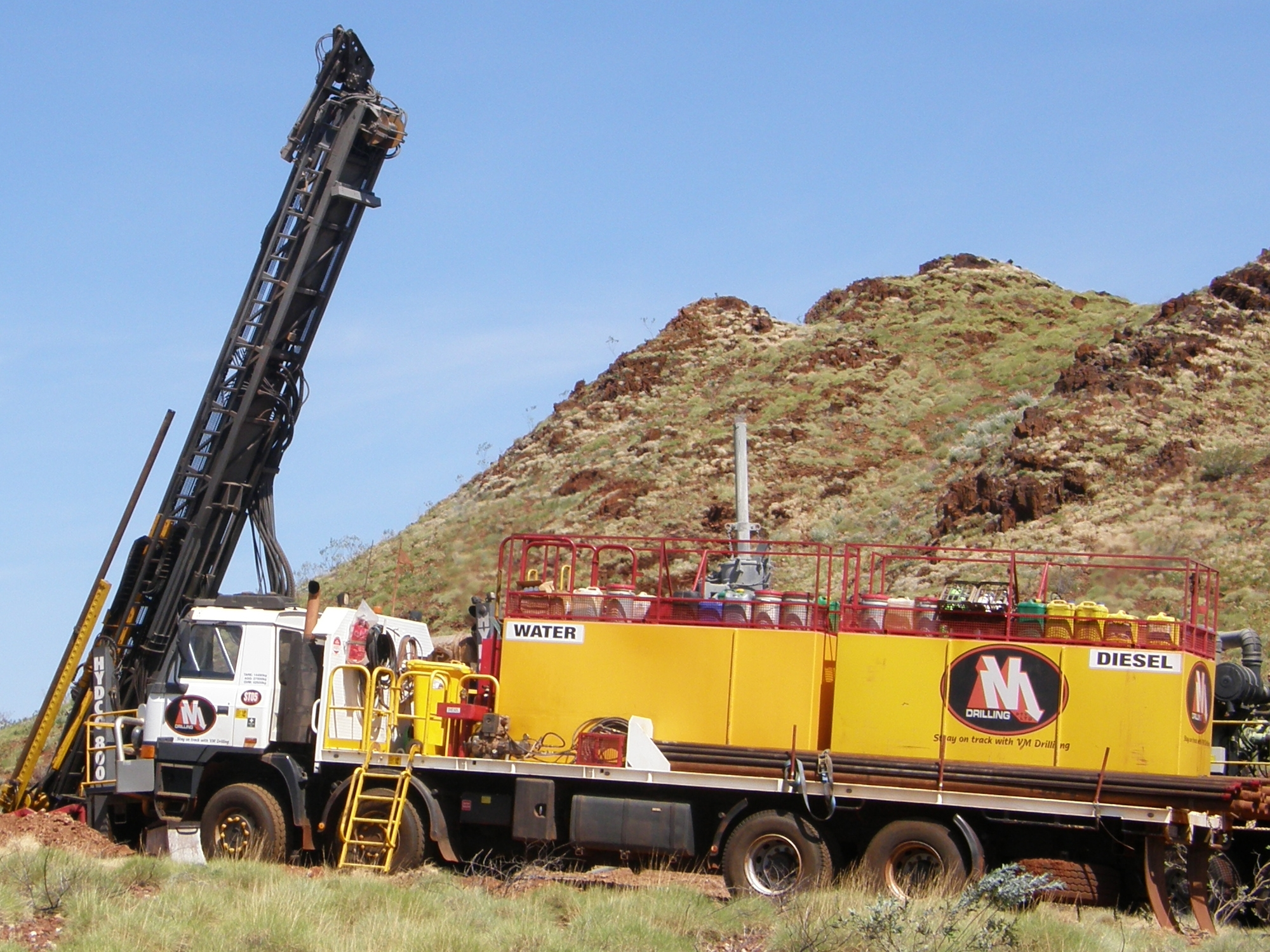
Tatra TerrNo 1 v Austrálii

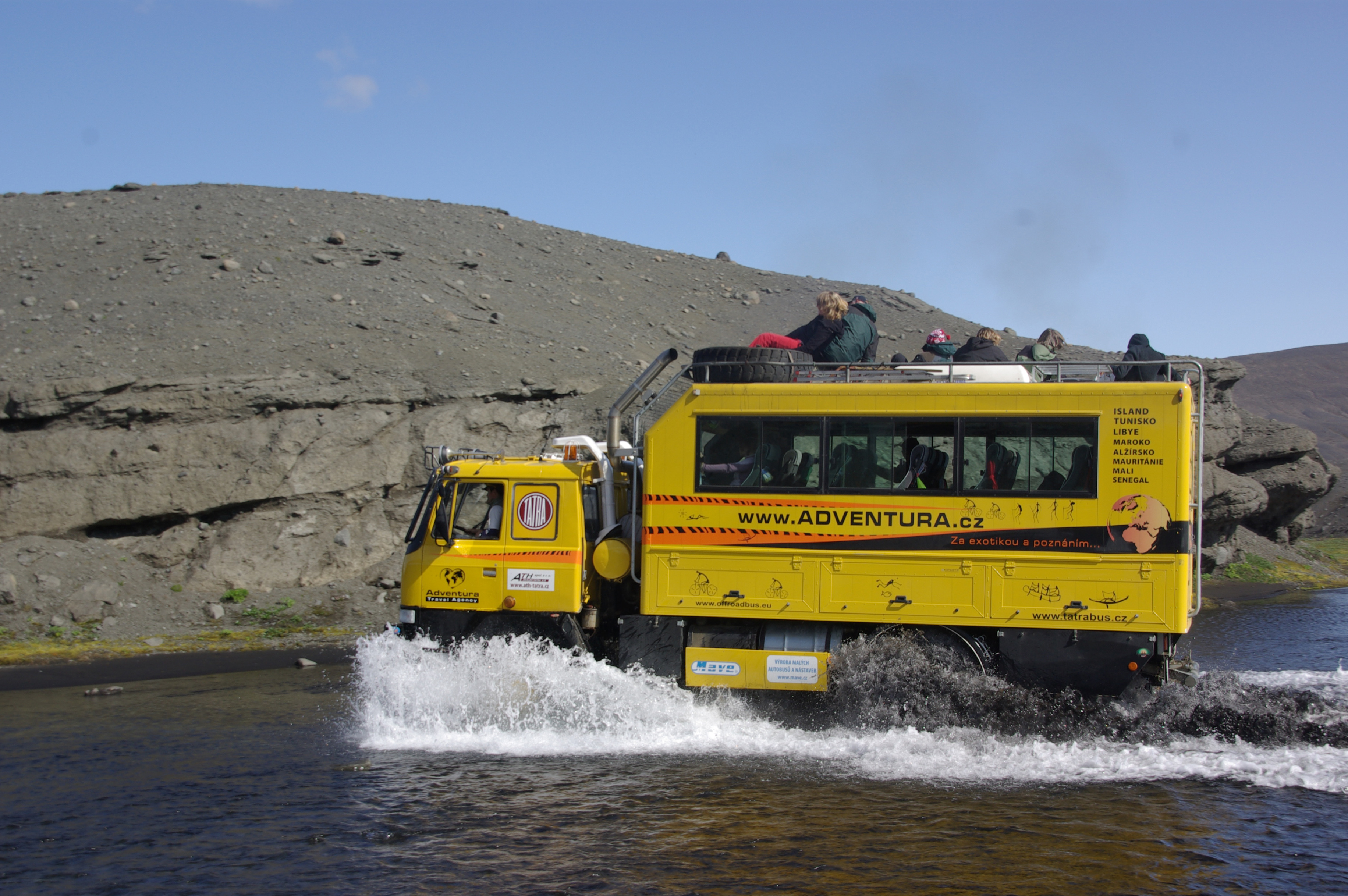
Expediční verze CK Adventura

Vývoj pokračoval aplikací úprav na základě zkušeností z provozu, požadavků zákazníků a také postupující legislativy.
Pro nové předpisy EHK o emisích a hluku (dnes označované jako Euro 0) byly připraveny motory inovované řady T3A a spolu s dalšími změnami se řada začala nově označovat jako 815-2; rozlišovacím znakem od původní 815 může být vyvedení výfuku a výstupu chladicího vzduchu za kabinou směrem nahoru.
Brzdová soustava dostala na přání, později standardně systém ABS.
Úpravy pro další zpřísnění předpisů (úroveň Euro 1) měly nést označení 815-3, ale pro dědičnost platných homologací byla verze nakonec označována jako T815-2 model 93 – montován již pouze motor V8 turbo s mezichladiči plnicího vzduchu a alternativně Deutz BF8L 513LC stejné koncepce se zdvihovým objemem 13,744 dm³.
V nové éře se Tatra věnovala dalším inovacím podvozku a u svých vozů TerrNo 1 (slovní označení vzešlé z vypsané soutěže - jako v terénu jednička) roku 1998 použila s faceliftovanou kabinou a motorem Euro 2 nový druh odpružení polonáprav pomocí tlakovzdušných vlnovců v kombinaci s vinutými pružinami tzv. King Frame® Lite nebo kombinací listových pružin s tlakovzdušnými vlnovci King Frame® Heavy. Tato úprava snížila kritizované nerovnoměrné opotřebení pneumatik vozidla tím, že se tlak ve vlnovcích reguluje v závislosti na zatížení vozidla a tím se trvale udržuje ideální poloha kol polonáprav (kola takřka v ideální kolmé poloze k vozovce – dříve kola prázdného vozu pod úhlem 6 stupňů a 40 minut). Určitou nevýhodou je jen rostoucí požadavek na dodávku vzduchu v potřebném množství a tlaku.
Tento systém odpružení byl zaveden pro zadní nápravy, přičemž řiditelné přední nápravy si nadále ponechaly odpružení pomocí torzních tyčí (jednoduchá) nebo listových pružin (zdvojená). Až poslední verze řady přináší vzduchové odpružení a jeho výhody i pro nápravy přední.
Následovaly další varianty T163 JAMAL – po letech opět kapotová verze vozu odvozená z řady TerrNo 1, T815-2 ARMAX – vojenská verze odvozená z řady TerrNo 1, (T816) T815-6 FORCE – vojenská řada s komponenty TerrNo 1, ale vodou chlazenými motory a případně automatickou převodovkou Twin Disc; vznik této řady znamenal i zásah do kabiny (tzv. modernizovaná), čímž byla umožněna zástavba chladiče vodou chlazených motorů a současně proběhl facelift interiéru a od roku 2006 pak model (T817) T815-7 – speciální vojenská verze s prvky podvozku TerrNo 1, nízkou předsunutou, snadno pancéřovatelnou kabinou, umožňující transport vozu letouny C-130 Hercules a motory a převody dosavadní palety rozšířené i o automaty Allison. Nakonec tato řada našla své uplatnění i v civilním sektoru jako podvozky pro jeřábové, hasičské a důlní nástavby.
Aktuální výroba řady 815 nejvyšší legislativní verze je vybavena motory řady T3D Euro 5 SCR a od roku 2010 vně faceliftovanou kabinou.
Vzhledem k různorodosti zemí určení a požadavků zákazníků zůstává ve výrobě směsice uvedených variant.

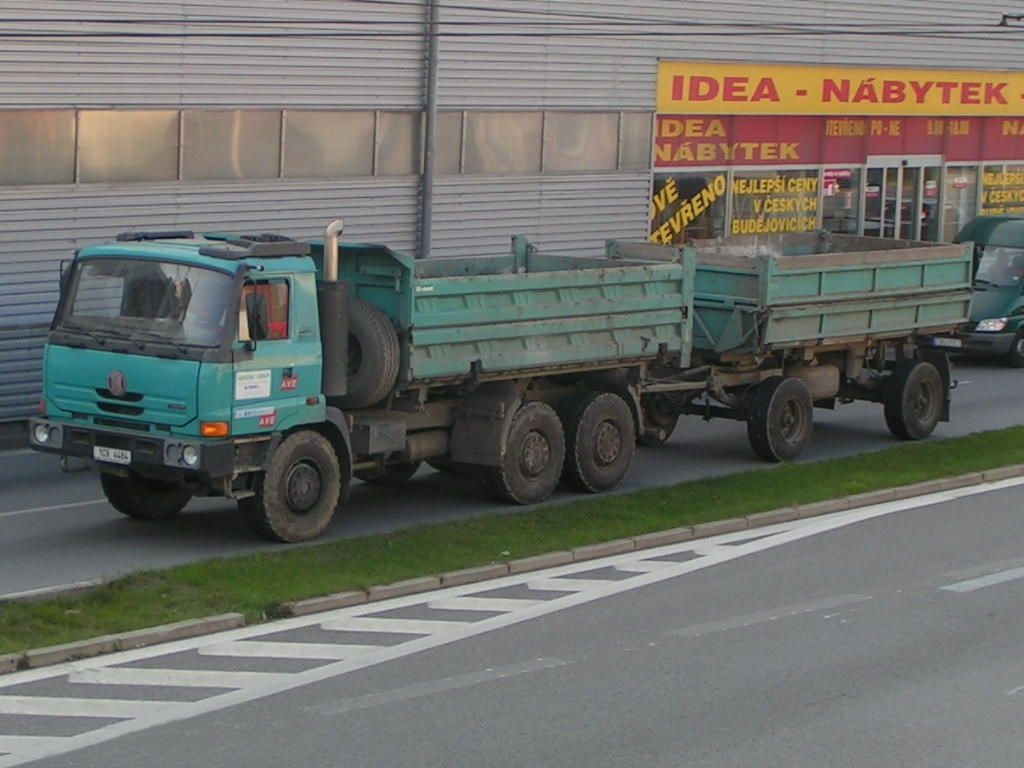
Tatra 815 TERRNo1
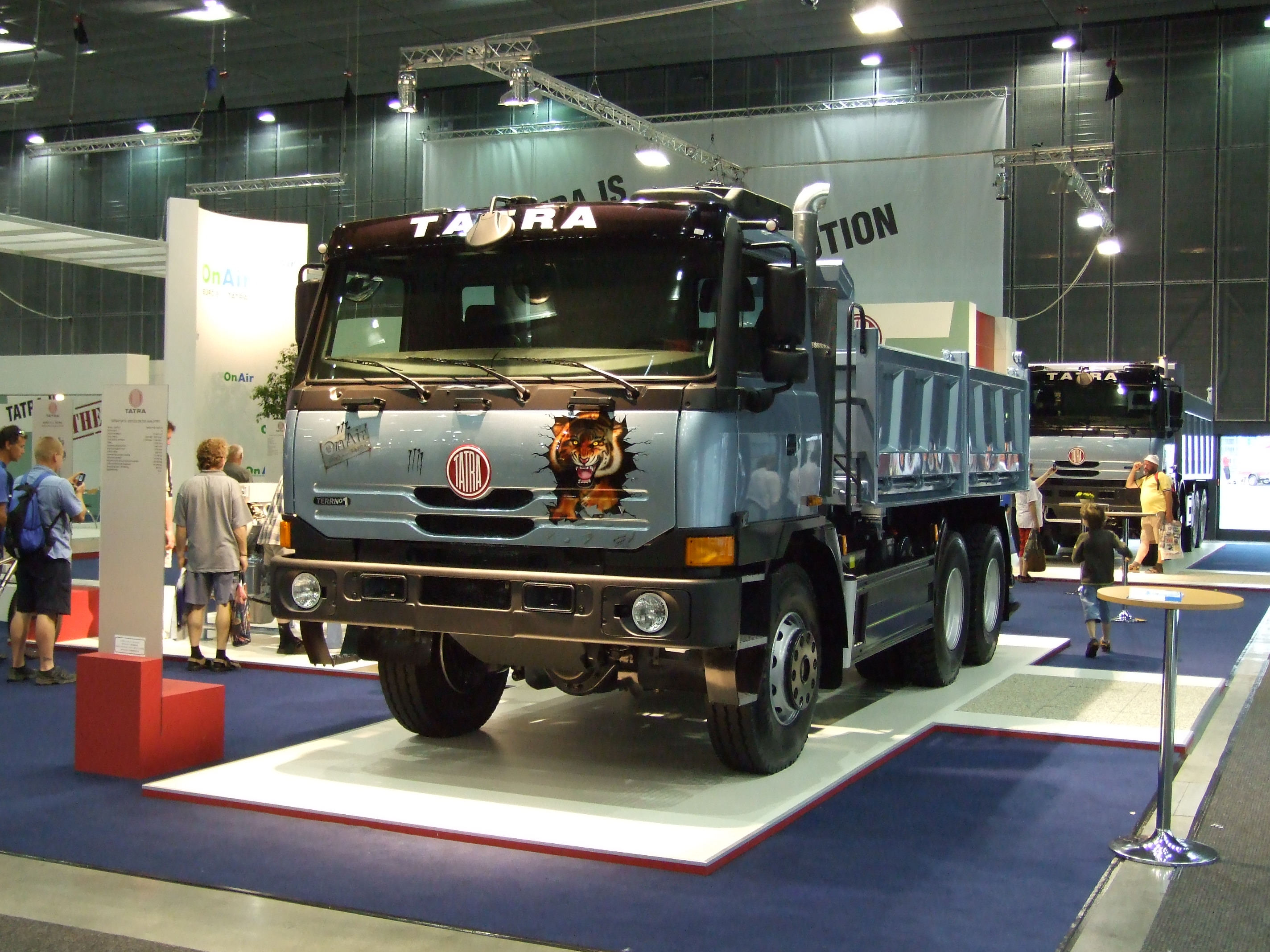
Tatra TerrNo1 Euro 5
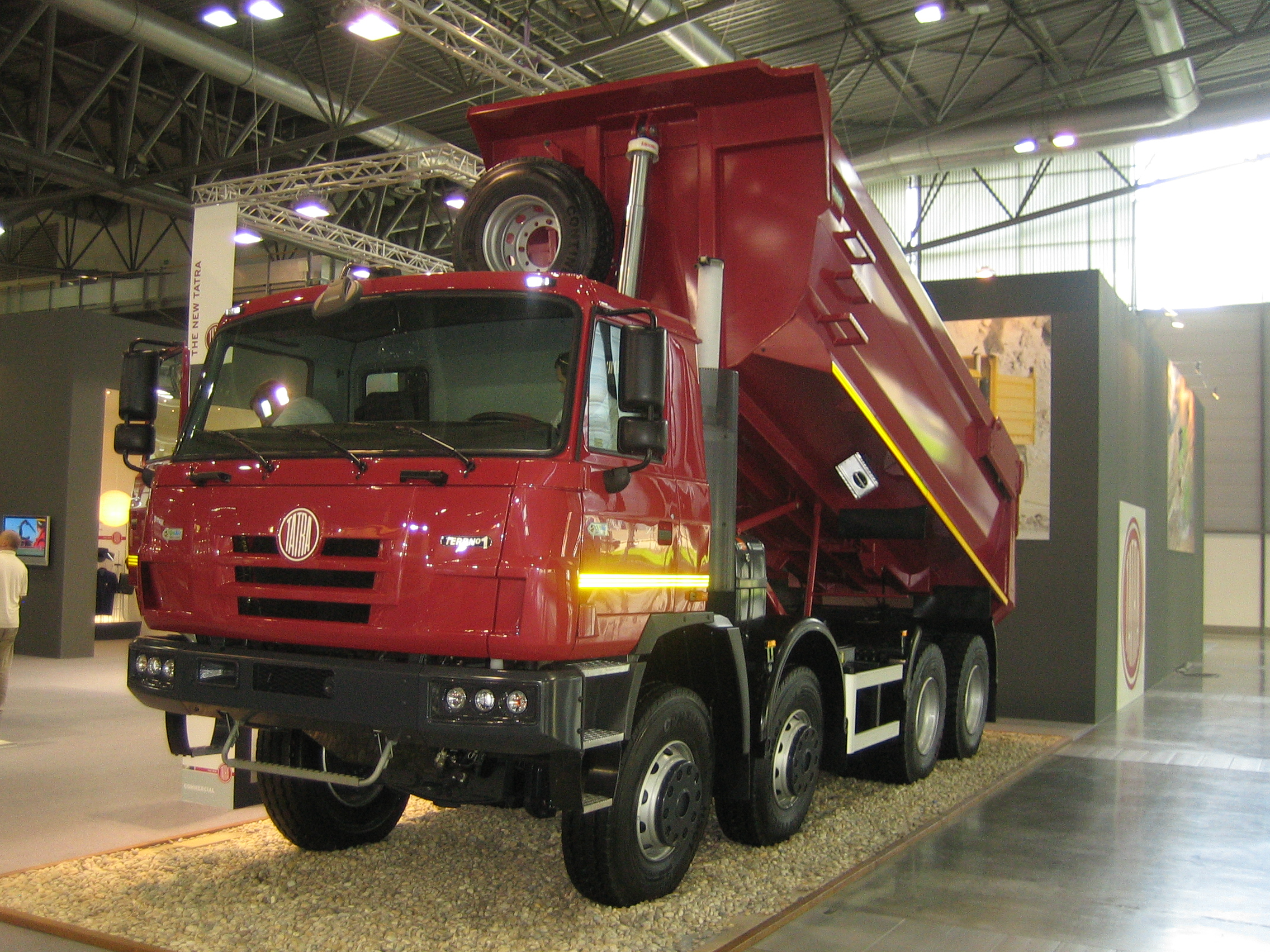
Tatra TerrNo1 facelift 2010

## Závodní verze

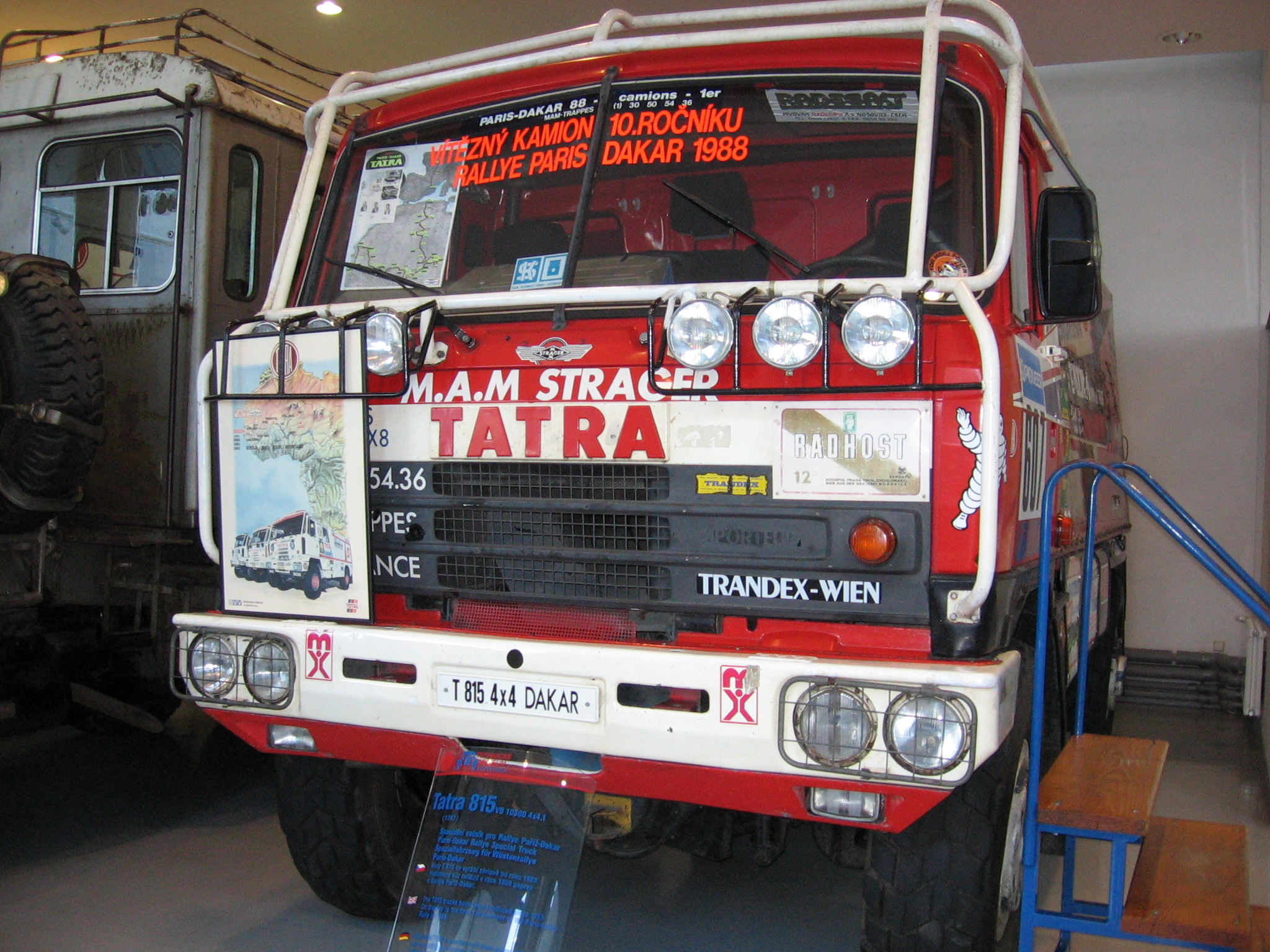
T 815 4×4 vítěz Dakaru 1988 muzeum Kopřivnice

Rally Dakar se Tatra zúčastnila poprvé v roce 1986 (prostřednictvím francouzského dealera M.A.M. Strager údajně přišla nabídka k účasti s typy T-148 a T-813 již dříve, ty však již nebyly perspektivní a navíc v té době probíhalo testování a náběh výroby aplikací nové T-815) se dvěma vozy T-815 VD 15 295 6×6.1 s přeplňovanými motory T3-930 (V12) a střední kabinou. Pro další ročník byl postaven vůz 6×6 nový s kabinou krátkou a kratším rozvorem, který následně v soutěžích figuroval (později jako asistence) dlouhé roky a nově i T-815 VD 10 280 4×4.1 s motorem T5-928 (V8) s mezichladiči plnicího vzduchu; loňské vozy byly prodány a zúčastnily se ročníku 87 jako doprovod zahraničních týmů, podobně jako původní funkční vzorek 6×6, vystavený na podzim 1985 na brněnském strojírenském veletrhu. Uvedený vůz 4×4 zrepasovaný, upravený a přeznačený na 10 300 zvítězil v následujícím ročníku 1988.
Po havárii vozu DAF nebyla kategorie kamionů v ročníku 1989 vypsána.
Pro ročníky 1990–1992 byly použity v souladu se změněnými řády, zejména r. 1990, prakticky sériové vozy 4×4 s turbomotory V12.
V letech 1994–1998 účinkovaly "hasičské" 4×4: T 815-290R75 16 300 4×4.1 s přeplňovanými V12 s mezichladiči plnicího vzduchu a dlouhou 4dveřovou kabinou.
V letech 1998–2001 se na čelních místech pohyboval vůz „Puma“ T 815-2ZER55 16 400 4×4.1 s motorem V8 Deutz BF8M 1015C a pérováním King Frame.
Pro pozměněné řády následujících let byly odvozeny vozy T 815-2ZVR45 16 400 4×4.1 (Loprais, motor Deutz) a 2TVR45 (Tomeček, motor Tatra V12).

### Tatra 815 8×8 VE 570 "TOTAL"
Totální Tatra nebo také TOTÁLKA byla nejtěžším závodním kamionem jedoucím dálkovou rally.
INFO
- Vůz SPZ NJ 95-67 byl po Dakaru 1992 zrušen
- Jejím jezdcem byl v nedokončeném závodě v roce 1988 Vlastimil Buchtyár, Josef Kalina a Serge Samson; V. Buchtyár s vozem nejel jen roku 1992
- Tatra se účastnila závodu Rallye Dakar 1988, jako doprovodný vůz pořadatele pak Rallye Dakar 1989–1992 a Raid Marhaba Total Maroc 1988
- Totální byla nazvána protože r. 1988 vozila velkou reklamu firmy Total
- Vypravila ji firma M.A.M. Strager jako servisní zázemí pro flotilu tater ve službách pořadatele TSO.

Technické údaje
- Váha: 22 tun
- Počet kol: 8
- Motor: V12 T3-930
- Průměrná rychlost: 80 km/h

## Zajímavosti
Na podvozku Tatry 815 byla postavena vozidla v postapokalyptickém sci-fi filmu Šílený Max: Zběsilá cesta. Vozidla byla značně přestavěna, z třínápravových podvozků 6x6 dodaných do Austrálie byly postaveny tři cisterny tzv. War Rig, na jejichž zprovoznění se podílel i závodník Ing. Tomáš Tomeček (čtyřnápravový tzv. Doof Wagon má oproti tvrzení v odkazu původ ve voze MAN).

## Galerie

### Dvounápravové

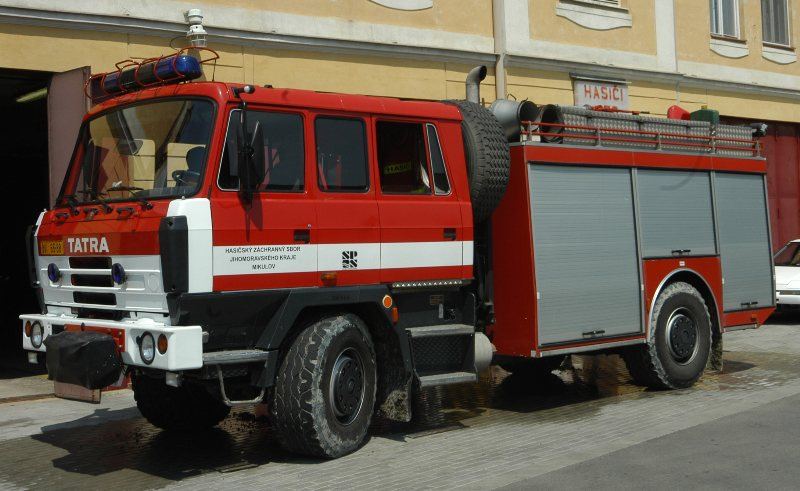
Hasičská Tatra 815
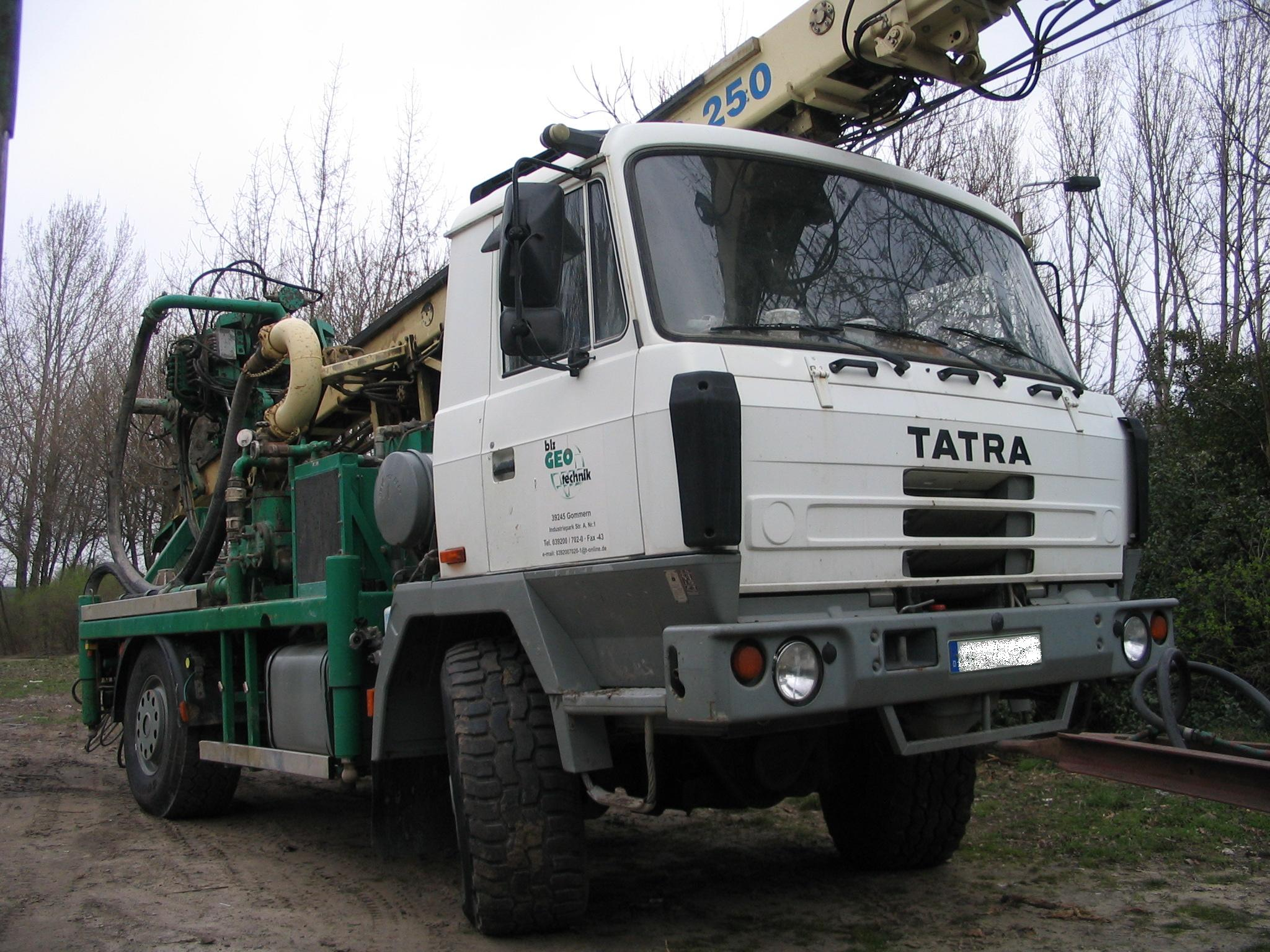
Tatra 815 s vrtnou soupravou
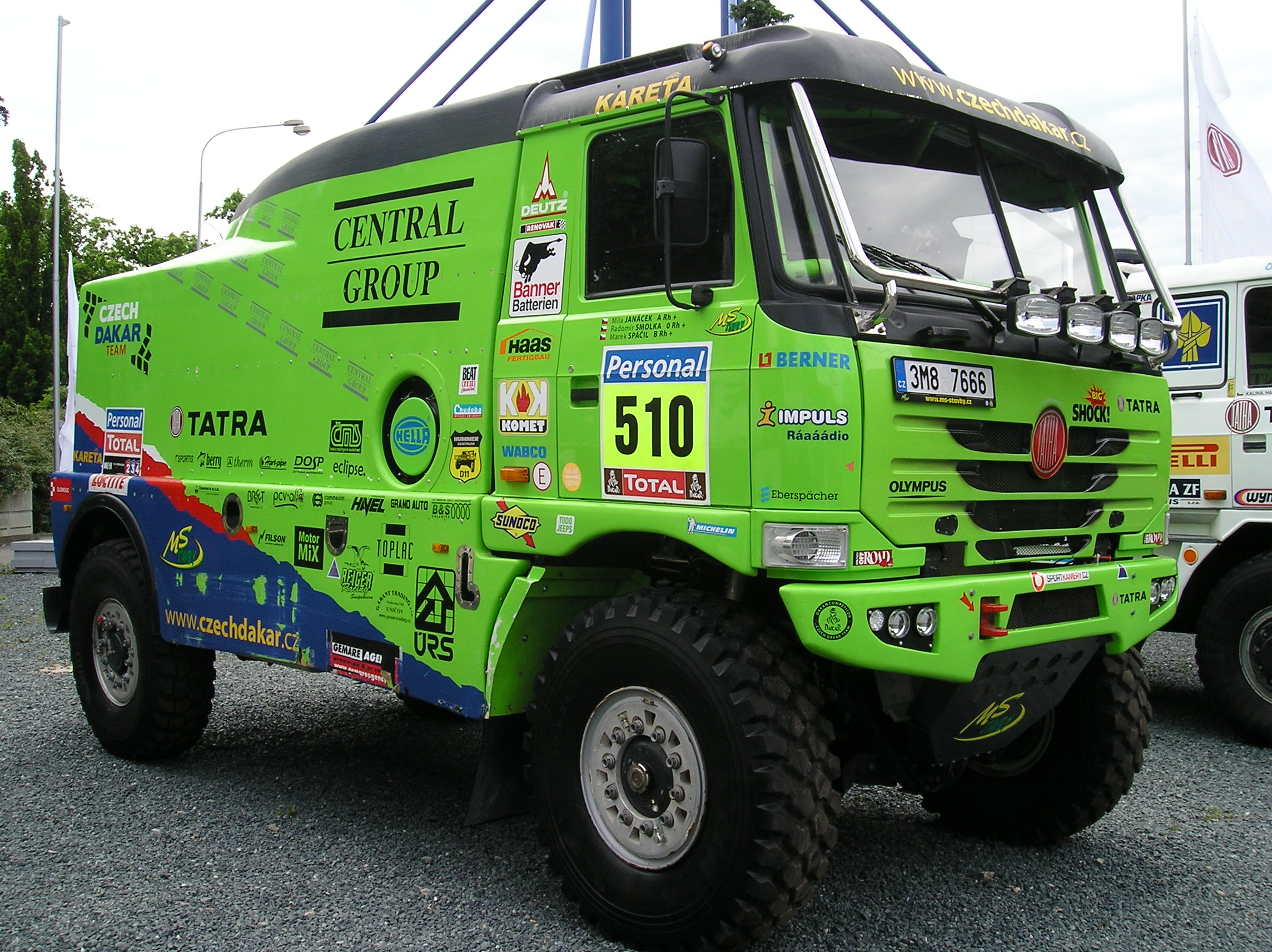
Závodní Tatra 815

### Třínápravové

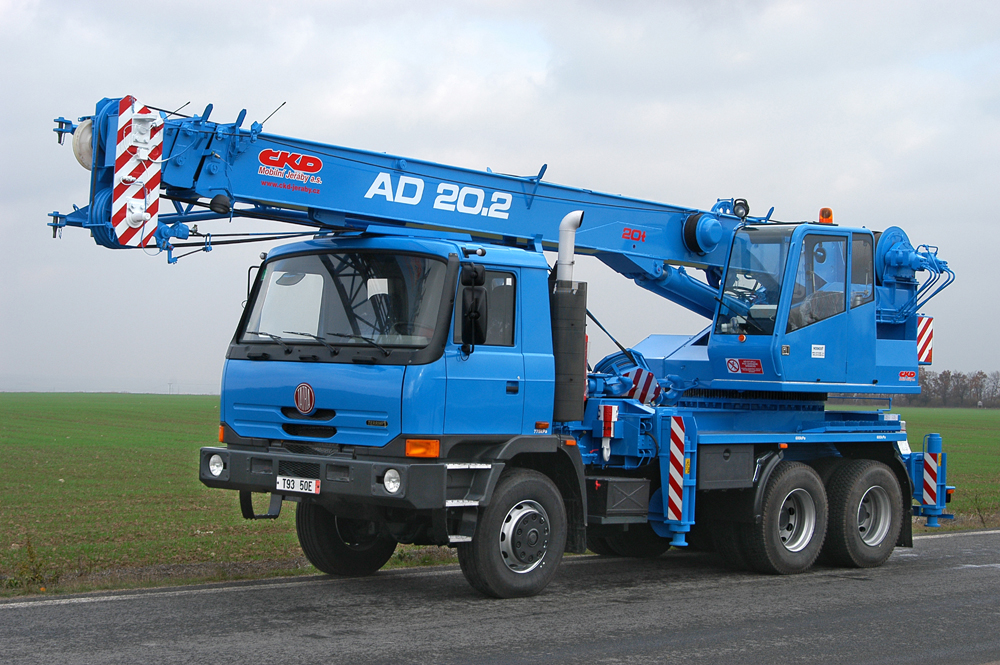
T815 – autojeřáb AD20.2
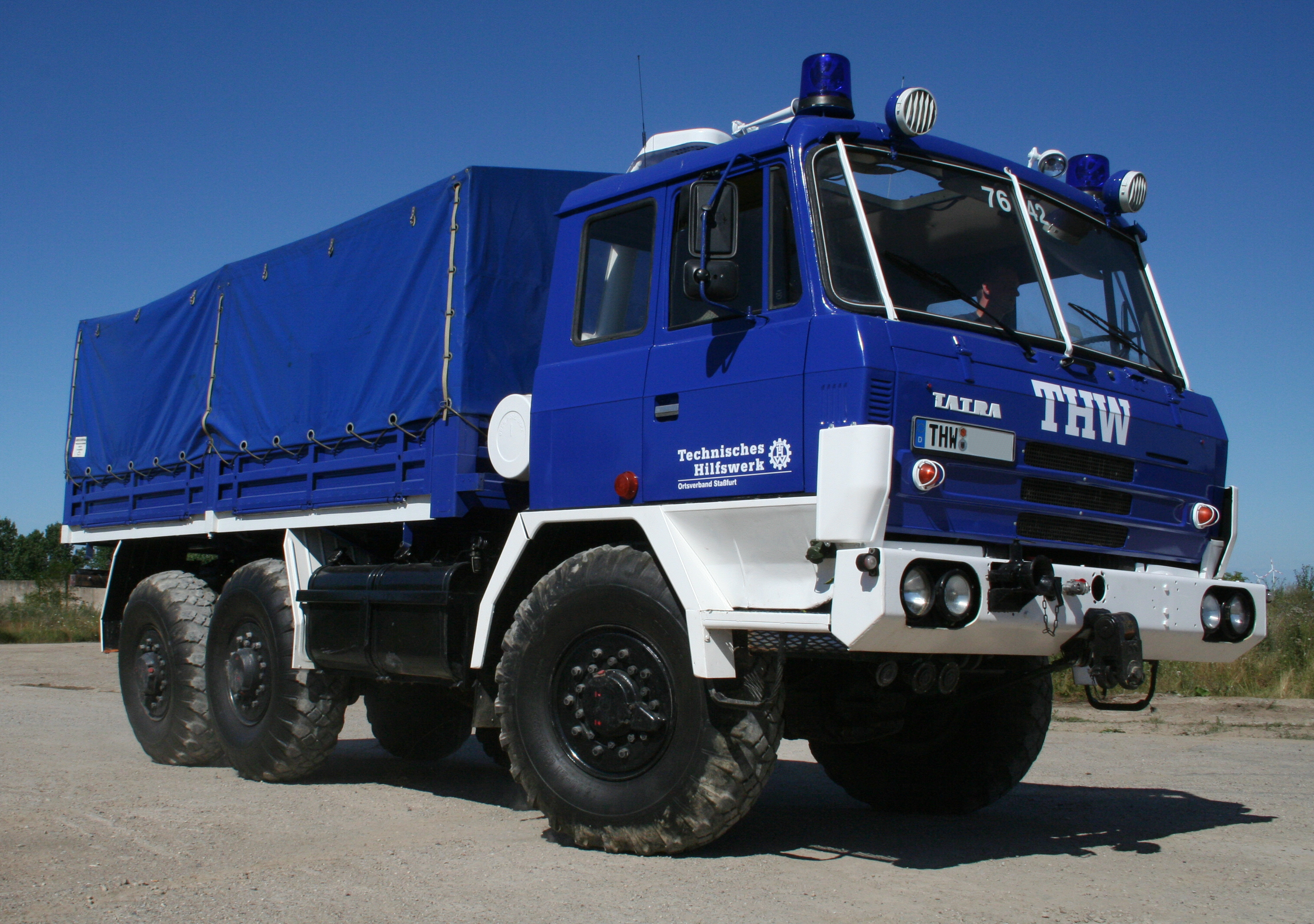
Tatra 815 jako valník
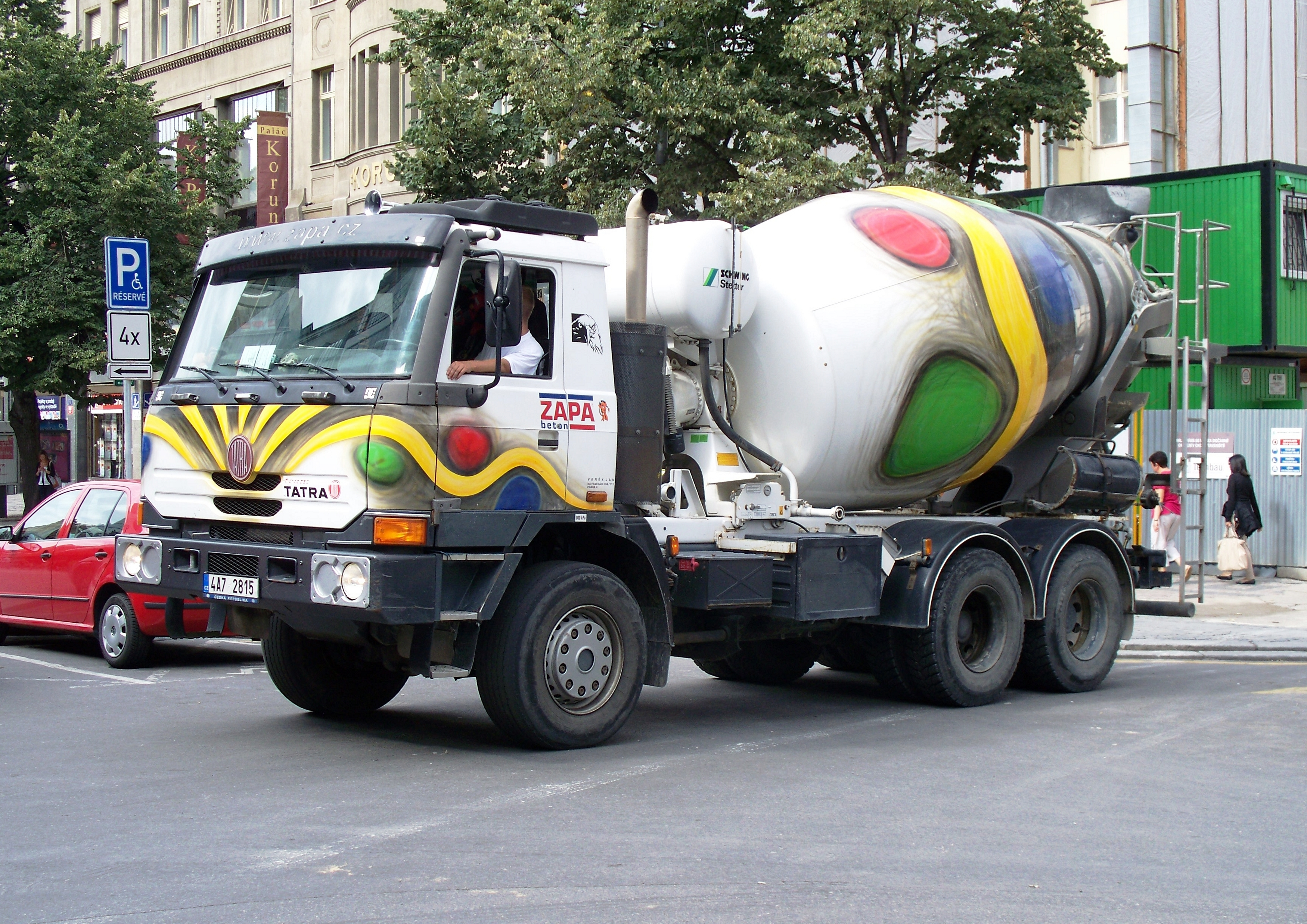
Domíchávač betonu Tatra 815
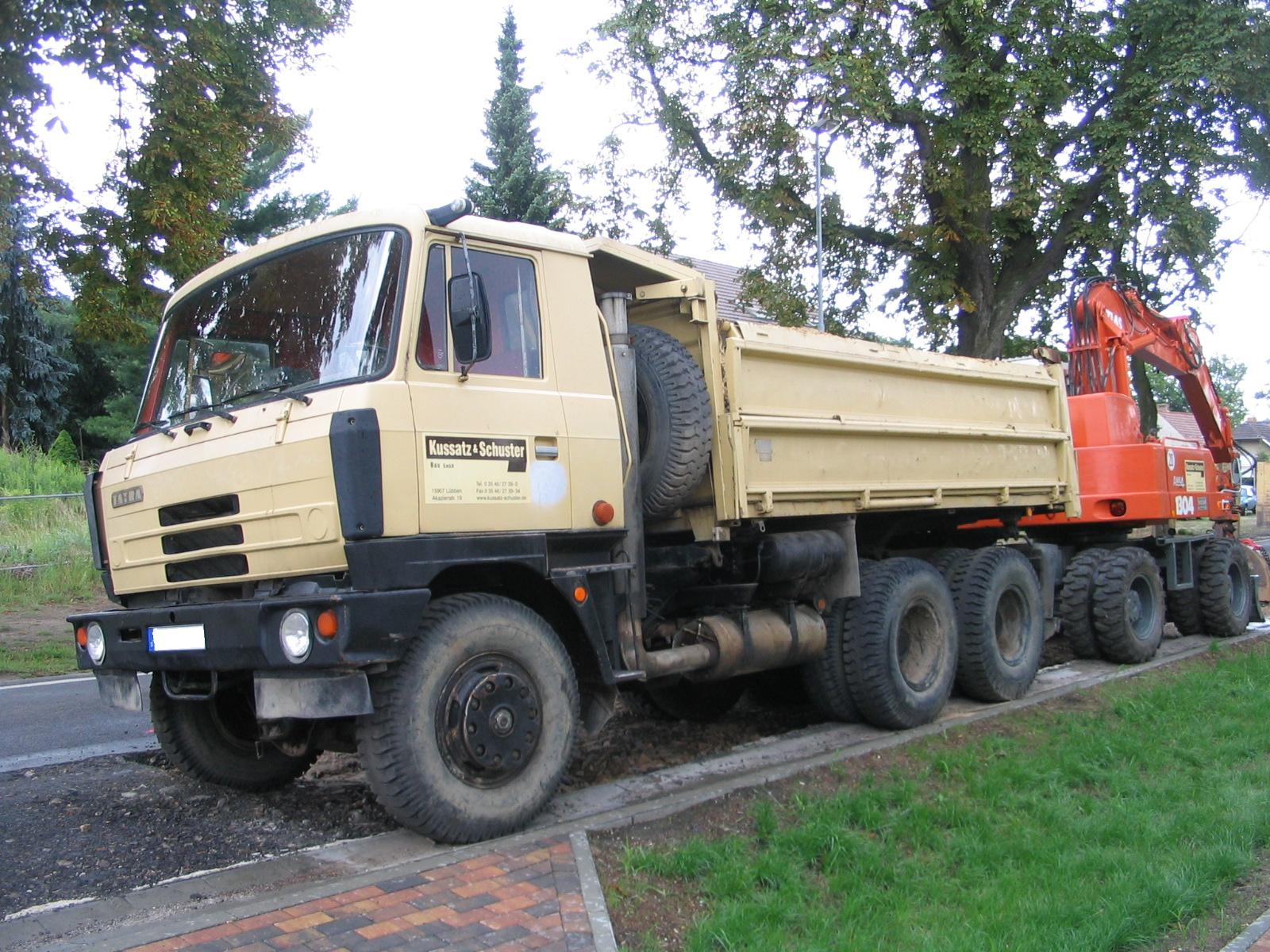
Třístranný sklápěč Tatra 815
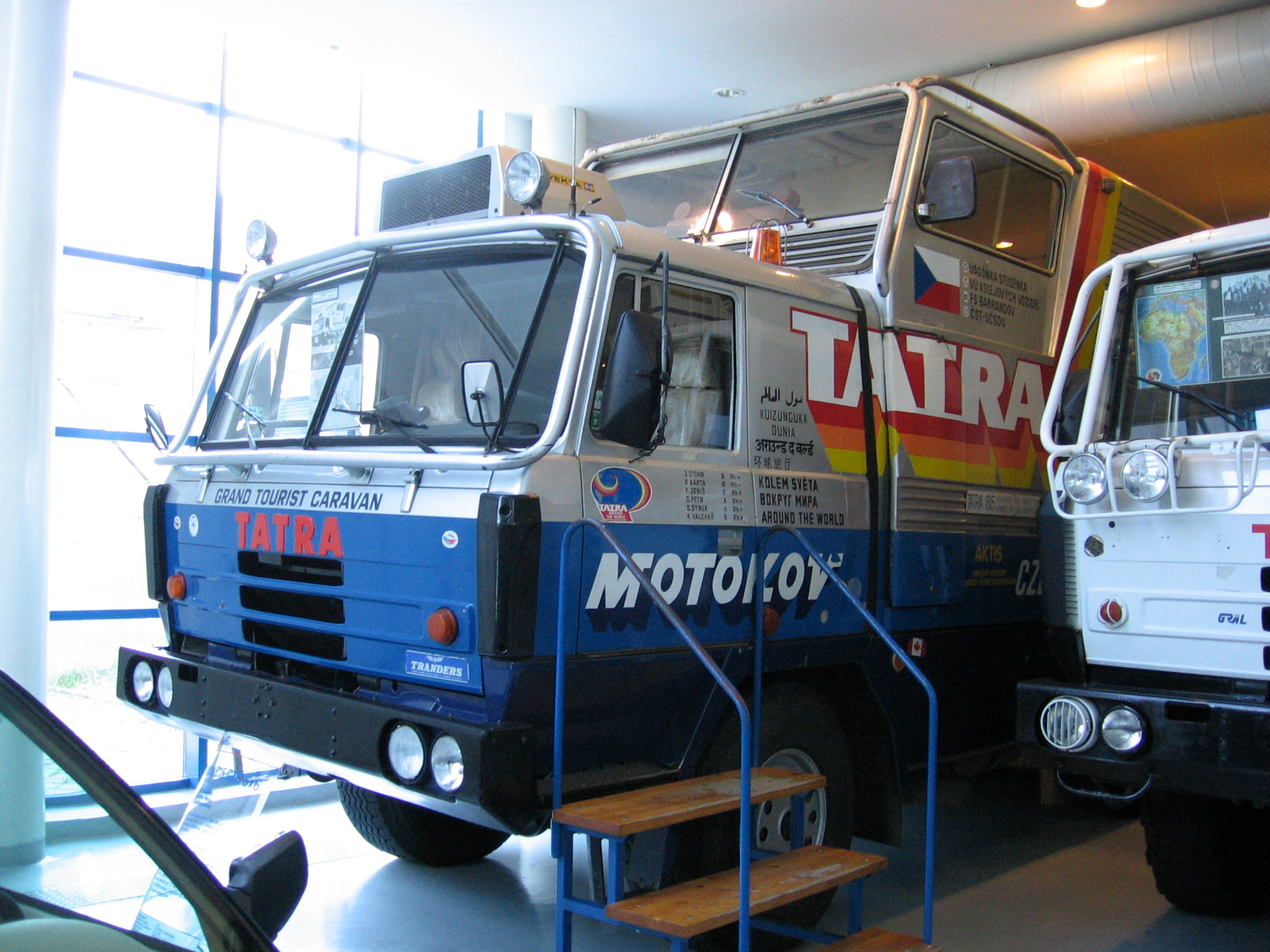
Speciál Tatra 815 GTC (Grand Tourist Caravan) expedice Tatra kolem světa

### Čtyřnápravové

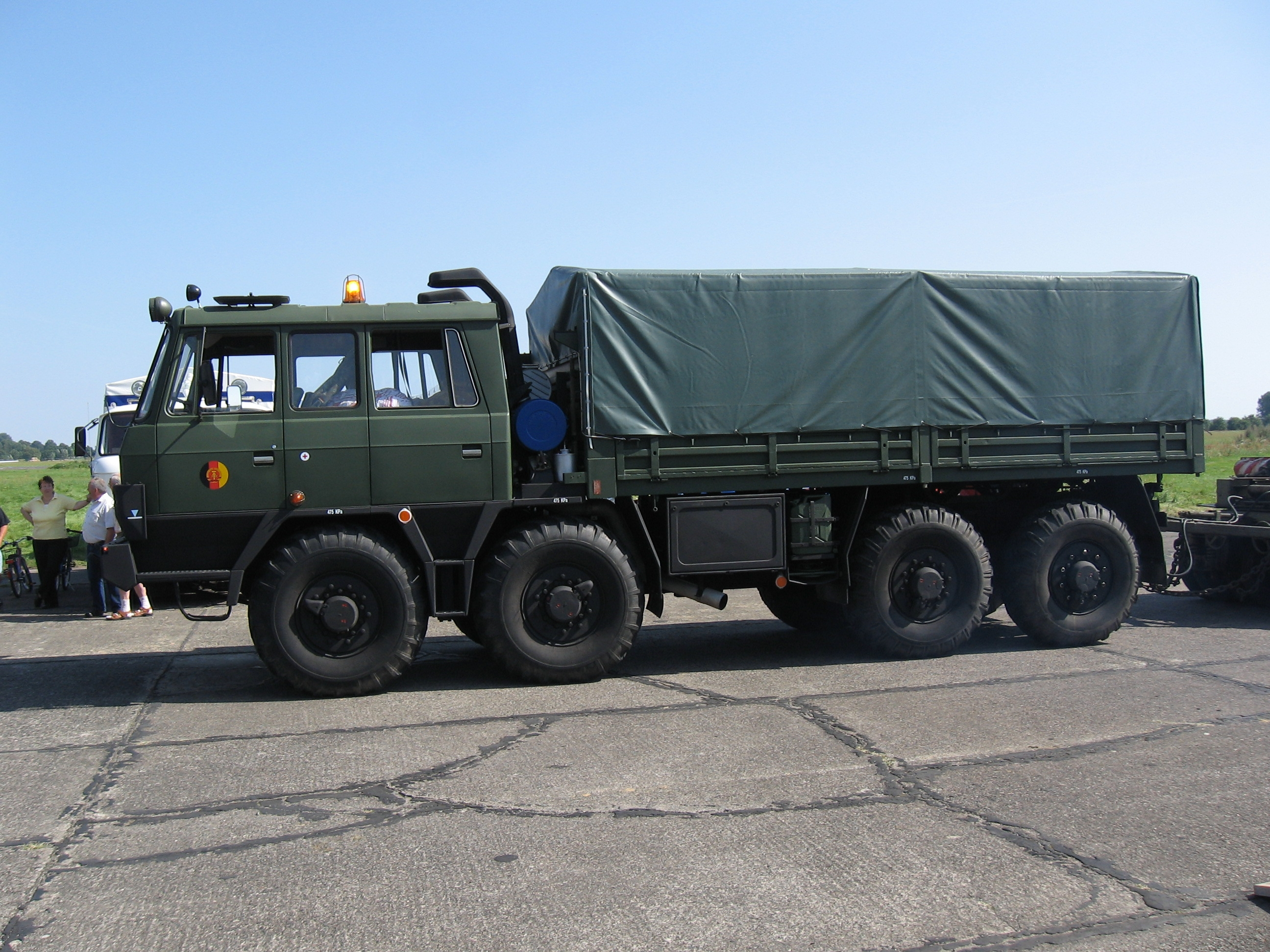
Tatra 815 8×8 dřívější východoněmecké armády
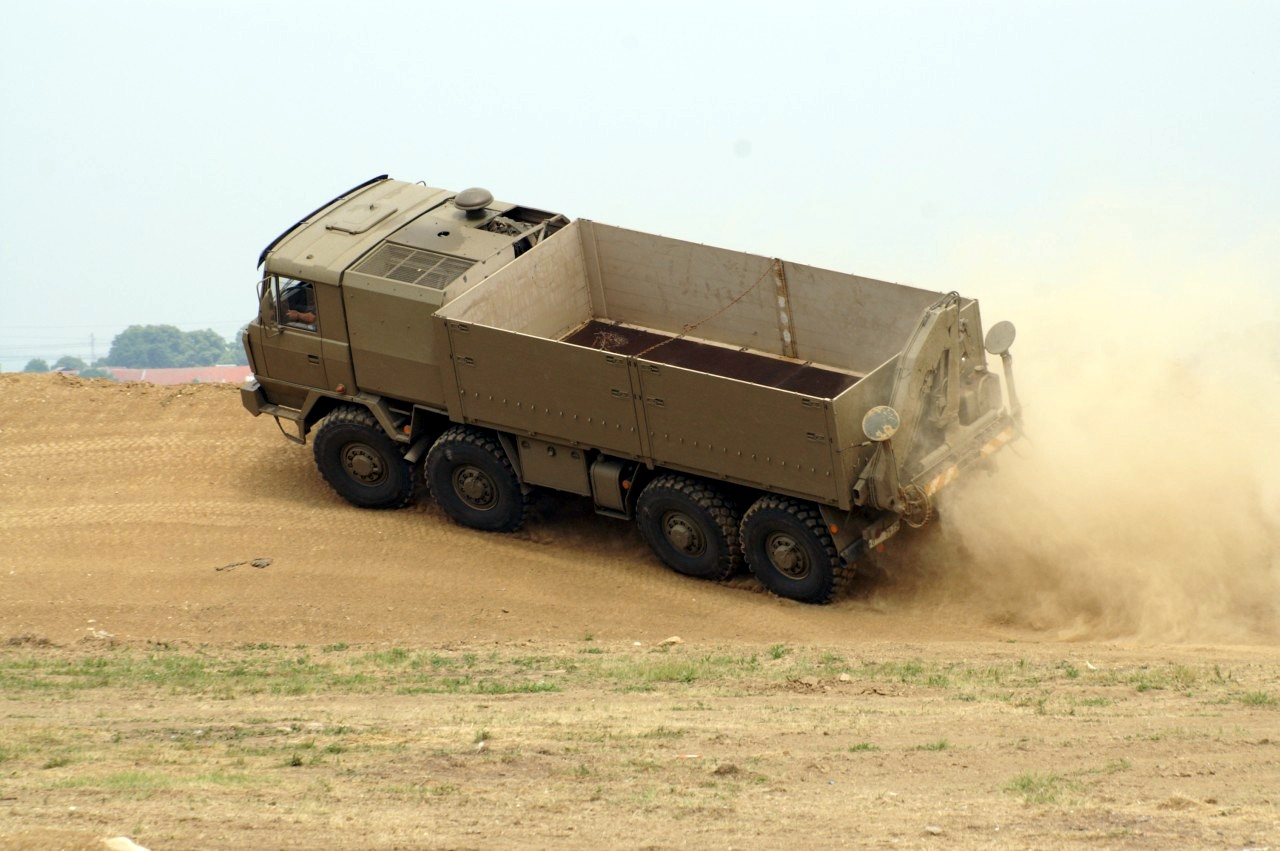
Funkční vzorek početné série Tatra 815 8x8 Liwa w/ crane
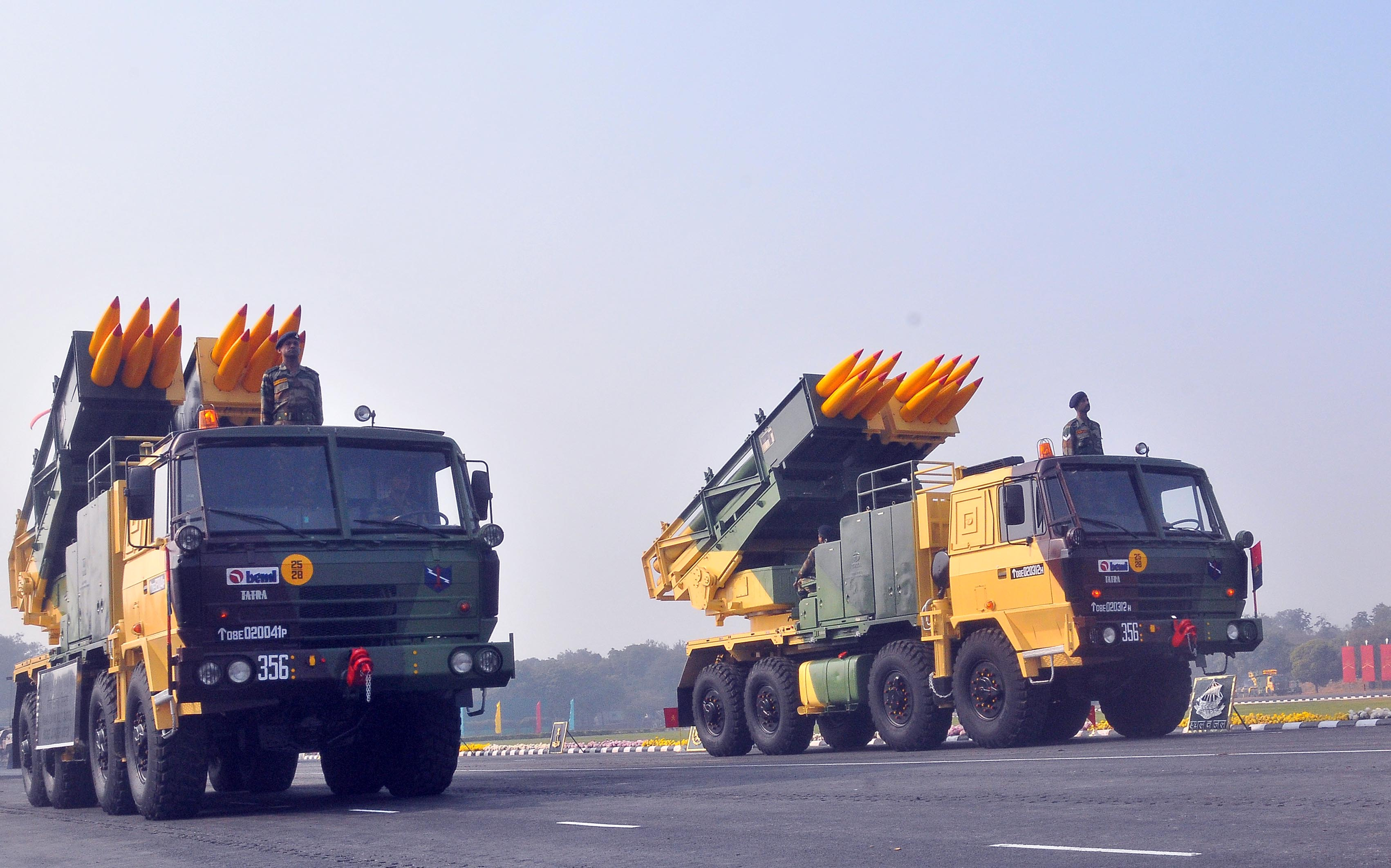
Tatra 815 8×8 jako nosič raketometu Pinaka armády Indie